# Basílica del Sagrado Corazón (Gijón)
La Basílica-Santuario del Sagrado Corazón de Jesús en un templo de la ciudad asturiana de Gijón (España) conocida popularmente como La Iglesiona y situada frente al Real Instituto Jovellanos. Fue construida en 1918 bajo estilo neogótico y modernista, y fue utilizada como prisión durante la Guerra Civil española.

## Arte y arquitectura
Todo el templo fue concebido con vistas a simbolizar diversos aspectos de la doctrina católica y suscitar la devoción de los fieles, así fue en la intención e interpretación que le dieron los jesuitas. Hay muchos símbolos evidentes para cualquiera con conocimientos básicos del catolicismo; pero otros no son tan fáciles de captar, aunque solamente sea por el paso del tiempo que ha hecho caer en desuso algunos. Otra dificultad práctica para captar el simbolismo es la existencia de numerosas inscripciones de grafía nada clara; bastantes de ellas requieren sentarse con calma a la vista de una buena fotografía y ayudarse de la Vulgata, de donde están tomados la mayoría de los textos latinos.
En los siguientes textos se siguen, fundamentalmente, las interpretaciones dadas por jesuitas contemporáneos de la construcción y sus sucesores próximos que consideraban que apenas hay elemento importante en el templo que no esté ordenado a expresar, simbólicamente, la estrecha relación entre Jesucristo y su Iglesia[cita requerida].

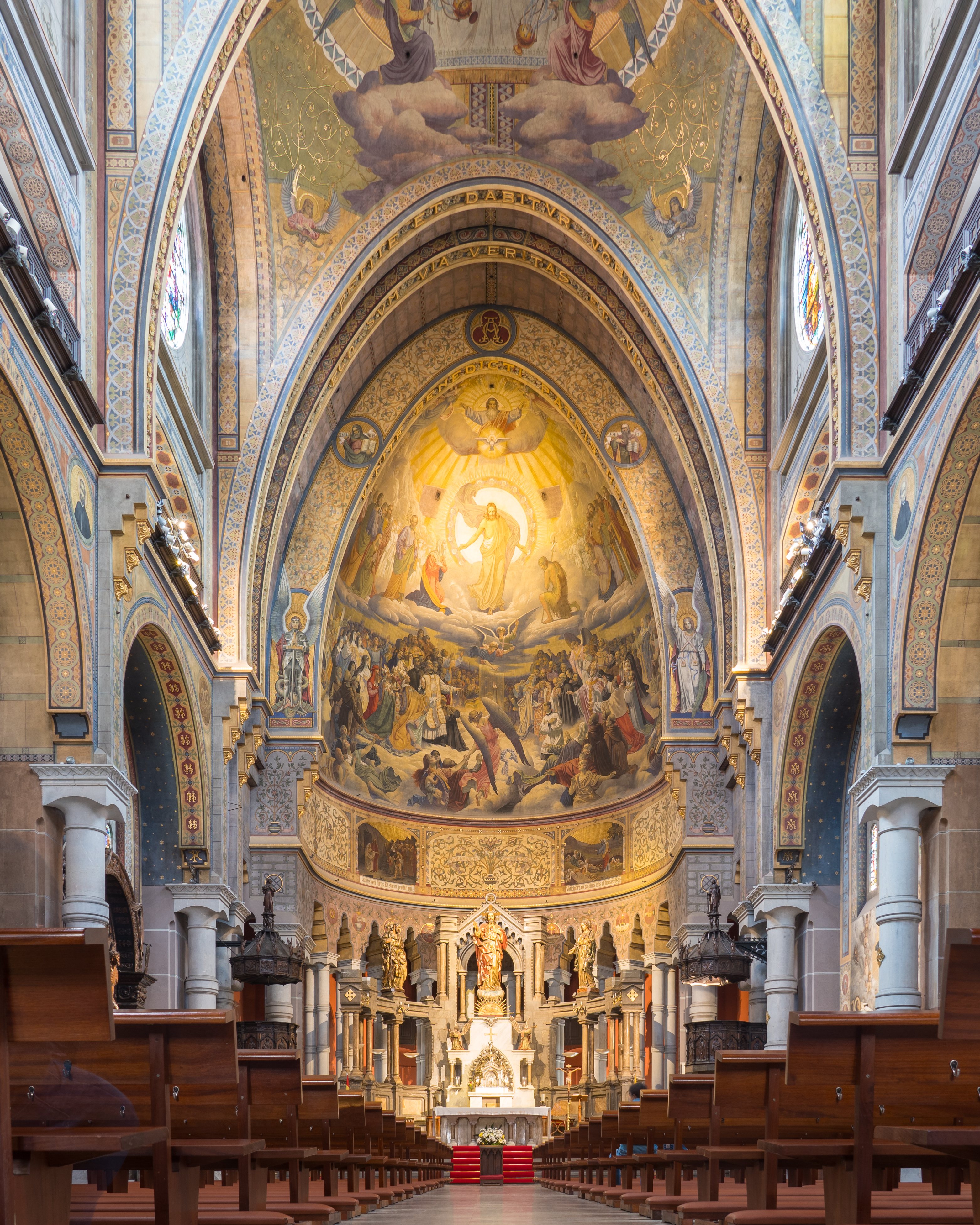
Interior.

Se trata de una construcción sólida, la mayor parte de piedra rosácea de la cantera del monte Naranco, como la utilizada en la Basílica de Covadonga.
Templo de una sola nave con atrio antepuesto y girola en que se ubica el presbiterio. La nave consta de cuatro bóvedas más el casquete absidal, sostenido por diez columnas pareadas, detrás de las cuales corre la girola. Los arcos transversales que separan las bóvedas son de forma ovalada y medio punto. Sobre los arcos formeros bajos discurren las tribunas, cuatro a cada lado, que inicialmente eran de nogal tallado y fueron destruidas.
El maestro de obras y contratista Claudio Alsina Bonafont nos ha dejado los siguientes datos sobre las dimensiones definitivas del templo: longitud por la calle de Begoña (lado izquierdo) 45,90 m; longitud por la calle del Instituto (lado derecho) 45,60 m; anchura de la fachada 17,45 m; anchura en la cabecera junto a la residencia 16,55 m; grosor de los muros 0,75 m; anchura interior media 15,15 m; longitud 41,50 m incluyendo unos 15 m de presbiterio y trasaltar y sin incluir unos 4 m del atrio; altura de 27 m desde el pavimento hasta lo más alto del intradós de las bóvedas; éstas tienen 11 x 10 m. Las tribunas corridas sobre los arcos laterales bajos, reminiscencias del triforio, se hallan a mitad de la altura de la iglesia.
En el Catastro se atribuye al templo una superficie de 775 m² y a la residencia ocupar un terreno de 319 m² con un total construido, entre sus varias plantas de 1365 m². En total, entre templo y residencia, el Catastro atribuye al terreno una superficie algo menor que las medidas efectuadas en la época de la construcción.
La inscripción consacracional, situada en el primer lienzo de muro de la izquierda, unos dos metros sobre el suelo, bastante deteriorada y ahora cubierta por paneles de madera, dice, en una lectura y traducción tentativas:
| QVOD FELIX FAVSTVMQVE SIT                                        | Porque sea fértil y favorable                                     |
| ET REI CATHOLICAE BENE VERTAT                                    | y la buena vuelta a lo católico                                   |
| ANNO SALVTIS MCMXXIV MENSE MAIO                                  | en el año de la salud de 1924, mes de mayo                        |
| DIE FESTO DE FERDINANDI LEGIONIS AC CAST REGIS                   | día de la festividad de Fernando, rey de León y Castilla          |
| EO [...] QVE QVINT[I] ANIVERSARI [...]R HISPANIA CONSPER[...] NE | ... quinto aniversario ... de España                              |
| [SSUESV] CORDI PER ALPHONSVM XIII R. STRENVE PERACTA             | ... afecto/inteligencia Alfonso XIII rey concluido diligentemente |
| HOCCE TEMPLVM IN HONOREM EIVSDEM DIVINI CORDIS                   | este templo en honor del mismo corazón divino                     |
| STVDIO ET CVRA FILIORVM IGNATII LOIOLAE                          | para el estudio y cuidado de los hijos de Ignacio de Loyola       |
| MVNIFICA CHRISTI FIDELIVM OPE                                    | generosa obra de los fieles de Cristo                             |
| [...]DAMENT[A] EXCITATVM [...] OBILI DE[...] XCVE [...]          |                                                                   |
| BAPTISTA LVIS PEREZ                                              |                                                                   |
| [...]INTISTES                                                    |                                                                   |
| [...] GEGIONENSIBUM CIBIVUS                                      | ciudadanos gijoneses                                              |
| [...]DEDICAVIT                                                   | dedicado                                                          |

### Fachada principal
La fachada en su conjunto no armoniza, no se corresponden las líneas de las partes inferior y media con el remate. La estatua del Sagrado Corazón, junto con el templete que la sostiene y en cuyo interior se hallan las campanas, descansan directamente sobre vanos de gran luz, los ventanales del coro, mientras los grandes pilares laterales no sostienen nada. Todo ello es consecuencia de haber cambiado las dos torres del proyecto original por el monumento del Sagrado Corazón.
La fachada principal consta de tres zonas distintas: la inferior que configura la entrada al templo, una parte media dedicada a vidrieras y arranque de las torres que no se construyeron, y una coronación a modo de monumento al Sagrado Corazón.
En la parte baja de la fachada se adelanta el cuerpo de la puerta principal. Estaba coronado por la Cruz de la Victoria y, en ménsulas, a ambos lados, las estatuas de San Pedro y San Pablo, significando que velan por la Iglesia y muestran su entrada a todas las gentes, de cinco metros de altura y talladas en piedra de Ondárroa. Cruz y estatuas fueron destruidas. El arco de entrada, de 9,12 m de luz, tiene una verja de hierro de amplia malla, un excelente trabajo de rejería modernista, que, desde el principio, ha contado con un motor eléctrico para correrla. Aunque algo dañada por el tiempo, esta reja sigue siendo magnífica en su clase.
En el fondo del arco de entrada aparece la puerta interior del segundo muro partida en ajimez y coronado por un rosetón con una reja de fusas de hierro forjado. Esta reja es otro trabajo primoroso de rejería en que destacan, como elementos simbólicos, el cristograma JHS y la corona de espinas rodeándolo. También contiene abundantes motivos vegetales. Es una reja tan tupida, de tanto trabajo como tiene, que es difícil ver que tras ella hay una vidriera.
La parte media de la fachada, ligeramente retranqueada respecto a la baja, tiene tres ventanales, de nueve metros de altura el central y siete los otros dos, que dan luz al coro. A los dos lados, limitando el ancho de estas ventanas, hay unos pilares gigantes que hubiesen sido el arranque de dos torres de haberse seguido el proyecto primitivo.
Cuatro estatuas de santos jesuitas: San Ignacio de Loyola y San Luis Gonzaga a un lado; San Francisco Javier y San Estanislao de Kostka al otro, situadas en ménsulas al pie del monumento del Sagrado Corazón, representaban a los fieles de esa iglesia edificada sobre el fundamento de los Apóstoles. También fueron destruidas. Eran de cuatro metros de altura y siete toneladas cada una.
En el centro de la fachada, entre los cuatro santos mencionados y sobre los vanos de las tres vidrieras, estaba escrito lo siguiente: «COR IESV ADVENIAT REGNVM TVVM» (Corazón de Jesús, venga tu reino); esta inscripción desapareció en algún momento entre el incendio de 1930 y el restablecimiento del culto en 1937.

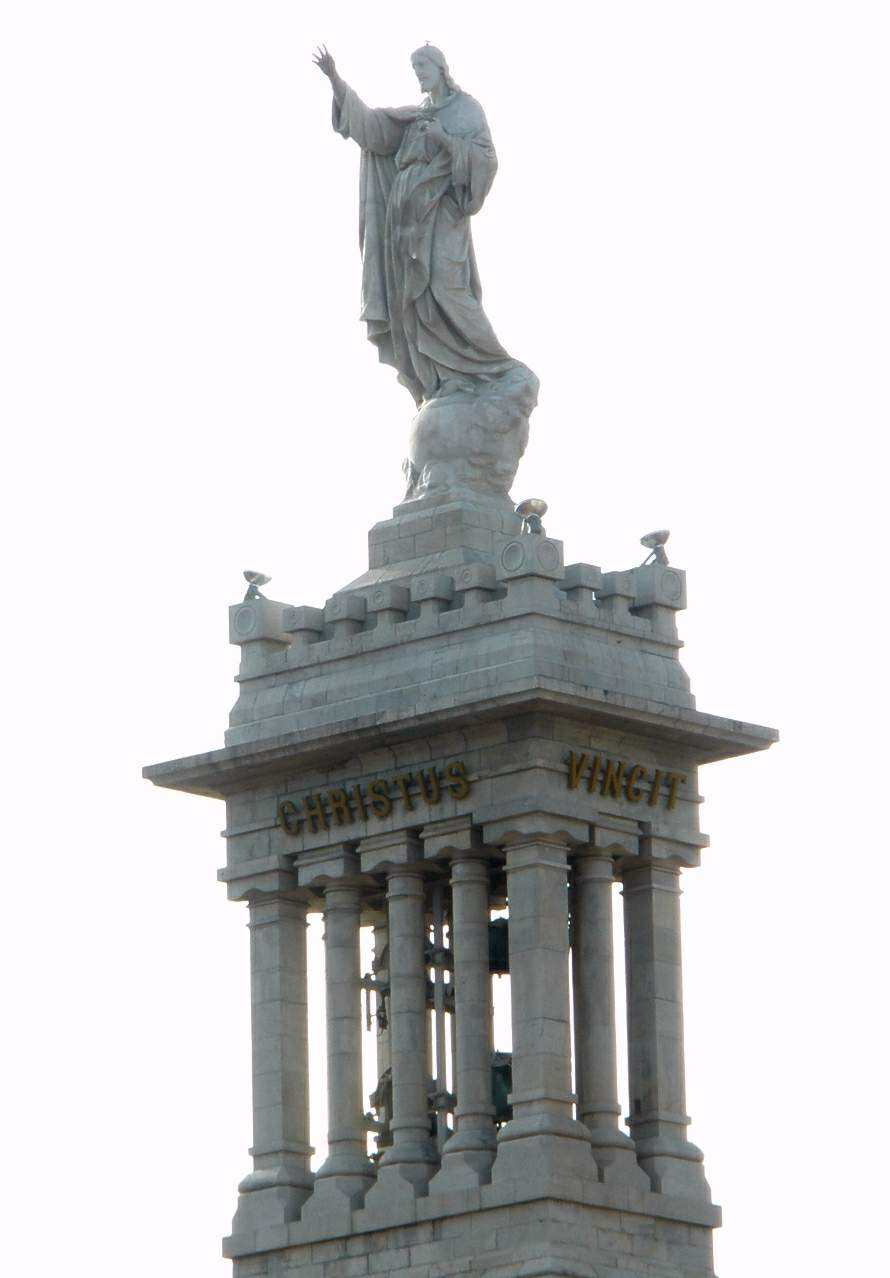
Monumento al Sagrado Corazón de Jesús.

La parte superior de la fachada es el monumento del Sagrado Corazón de Jesús coronado por su estatua de 7,75 m de altura y 32 toneladas, cuya cabeza se eleva 49,5 m sobre la calle, esculpida en diecinueve bloques mármol de Carrara. (Una medición del año 2024 reduce la estatua a 7,48 m a la vez que eleva el total del edificio a 49,56 m). En esa estatua Jesucristo señala con una mano al corazón mientras con la otra bendice a la ciudad. Está colocada sobre un gran cuerpo o pedestal cuadrangular sostenido por doce columnas a las que se atribuye el simbolismo de los Apóstoles, que son a su vez fundamento inmediato de la Iglesia según el texto de Ef 2,20 «Estáis edificados sobre el cimientos de los apóstoles y profetas, y el mismo Cristo Jesús es la piedra angular».
Lo primero que se divisa del templo es la estatua del Sagrado Corazón, en su momento el segundo en tamaño de España tras el del Cerro de los Ángeles, que lo corona y da fundamento a todo el edificio recordando el texto de 1 Cor 3,11 «Nadie puede poner otro cimiento fuera del ya puesto, que es Jesucristo». Esta imagen destaca y ha sido puesta para destacar, incluso sigue siendo visible desde diversos puntos de Gijón y lo era mucho más cuando se construyó la iglesia y los edificios de la ciudad eran mucho más bajos que en la actualidad. Inicialmente se iluminaba de noche mediante un proyector situado en la torreta del Colegio de la Inmaculada, a más de 850 metros. Esta imagen ha sido denominada muchas veces como «El Santón» por su gran tamaño y hace que a veces se mencione al templo como «Iglesia del Santo».
El simbolismo de esa parte superior de la fachada se refuerza con la inscripción al pie de la imagen del Sagrado Corazón, en los cuatro lados del entablamiento, en letras de bronce, «CHRISTUS VINCIT REGNAT IMPERAT». Esta inscripción venía a ser la respuesta al ruego de la inscripción, ya mencionada y actualmente desaparecida, situada algo más abajo «COR IESV ADVENIAT REGNVM TVVM». En conjunto ambas inscripciones hablaban del reinado de Cristo sobre los hombres y tenían un carácter programático en cuanto al propósito del templo.
Todas las estatuas de la fachada, Sagrado Corazón y seis santos, fueron obra del escultor bilbaíno Serafín Basterra Eguiluz.

### Decoración pictórica

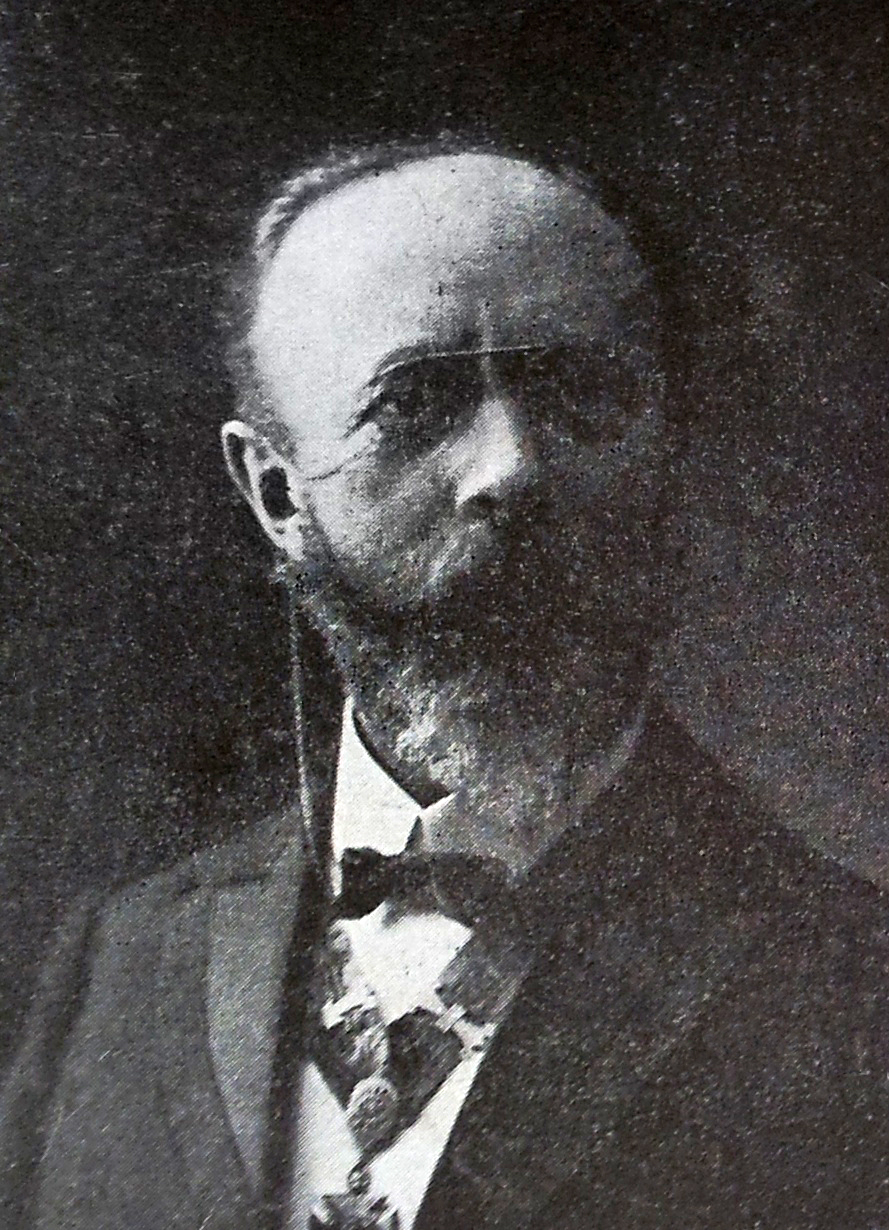
Heinrich Immenkamp

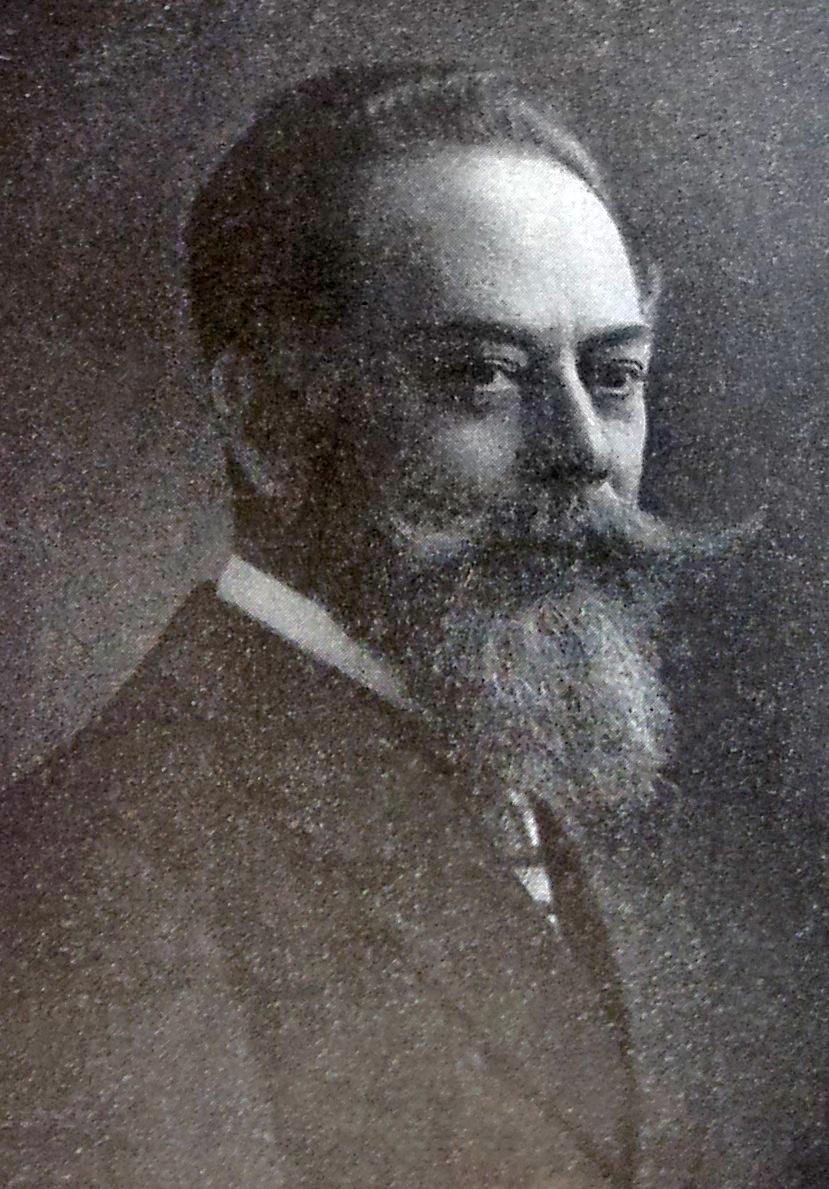
Wilhelm Immenkamp

Todo el interior del templo fue decorado con pinturas por los hermanos bávaros Wilhelm y Heinrich Immenkamp, si bien la única firma que aparece visible actualmente, en la escena del triunfo de los justos, es «W. IMMENKAMP». Tardaron casi dos años en la ejecución de las pinturas, utilizando temples y óleo, tras examen del templo y elaboración de bocetos. Se conserva toda lo sustantivo de su obra salvo los cuadros del Viacrucis, que quedaron destruidos totalmente en el incendio de 1930.
Entre la decoración pictórica hay desde motivos geométricos hasta la grandiosa escena del triunfo de los justos en el Juicio Final, que cubre los ciento veinte metros cuadrados del ábside.
La principal decoración de las paredes laterales son cenefas florales repetitivas, destacando los medallones de las enjutas de los arcos formeros bajos.

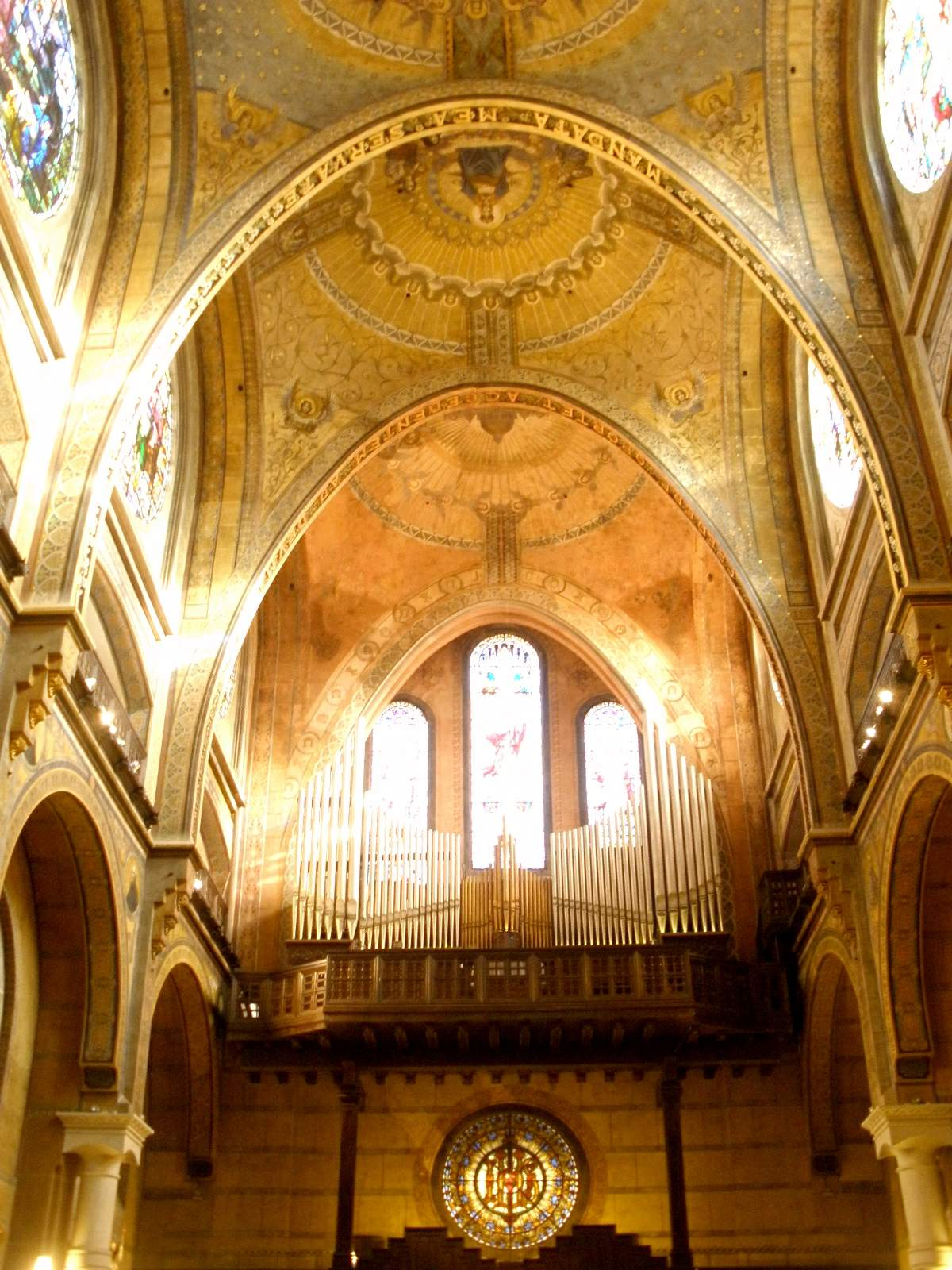
Coro y parte trasera de la Basílica.

#### Pinturas del techo
Las pinturas del techo, las cuatro bóvedas y el ábside, junto con las inscripciones del intradós de los arcos, decorados con volúmenes florales, siguen una progresión doctrinal, responden a un programa religioso con intención doctrinal y catequética. Expresan el camino de salvación del cristiano en el seno de la Iglesia a través del ejercicio de las virtudes y la práctica de los sacramentos, en especial Eucaristía, que culmina en el triunfo final: la resurrección de los justos. Las cuatro bóvedas también simbolizan cada una de las cuatro partes en que, de ordinario, están distribuidos los catecismos católicos.
La primera bóveda representa la fe, por la que se entra en el seno de la Iglesia, y está dominada por el tono rojo. Se representa la fachada de San Pedro del Vaticano como centro de las irradiaciones de la fe. Un ángel señala esa irradiación mientras que otro ángel aparece en actitud sumisa representando la aceptación de la Iglesia a la revelación divina. Los cuatro evangelistas, autores de los libros culminantes de la revelación, aparecen representados en medallones bajo la fachada. A los lados hay dos escudos representativos de la jerarquía sagrada. La pintura de esta primera bóveda está muy dañada por el incendio de 1930 ya que una hoguera y el incendio del coro se formaron bajo esta bóveda.
Tras la primera bóveda, en el arco se halla la inscripción «CREDERE OPORTET ACCEDENTEM AD DEVM» (quien se acerca a Dios tiene que creer Hb 11,6). Refuerza el simbolismo de la bóveda precedente sobre la fe como entrada en la Iglesia.

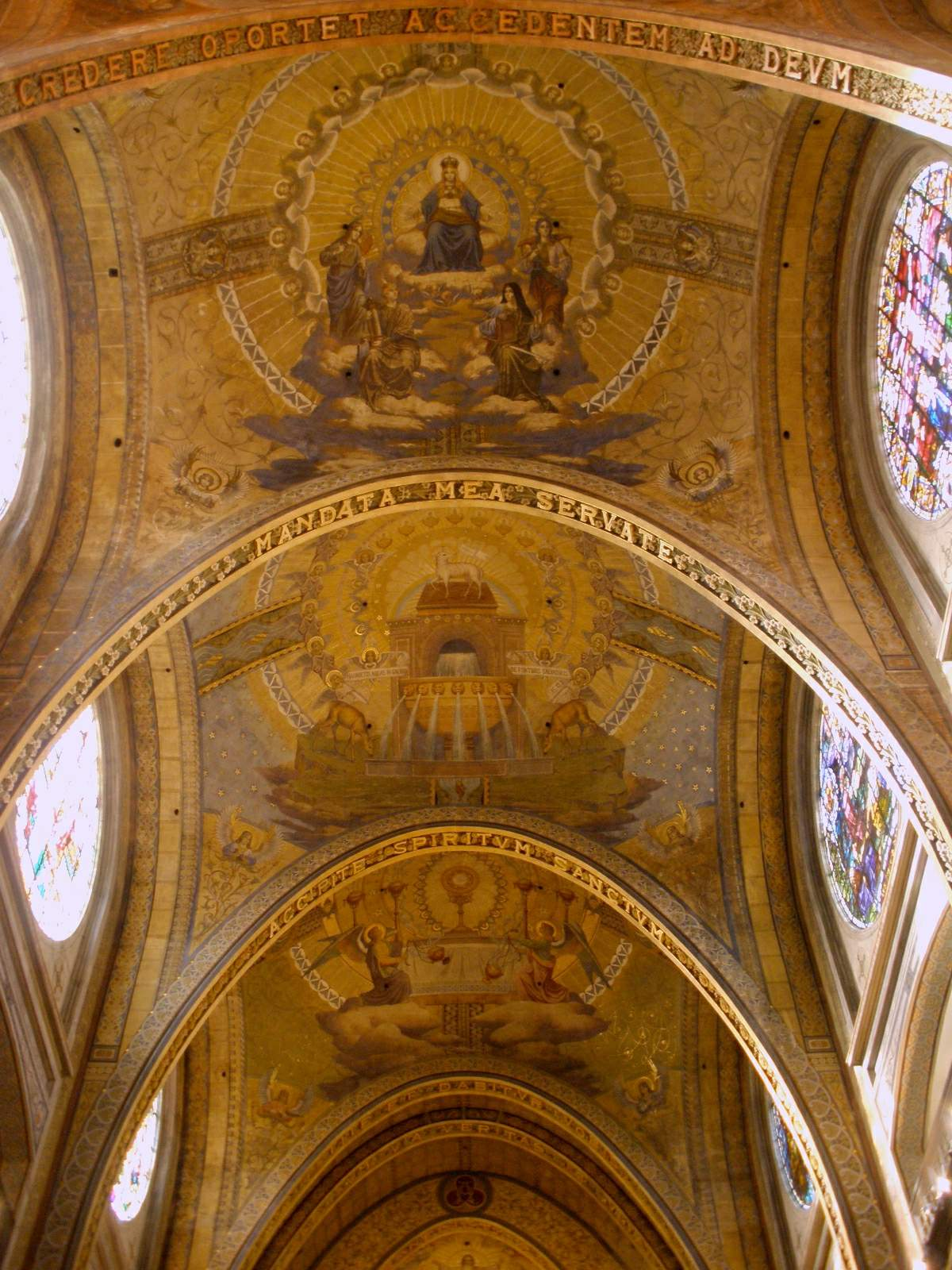
2.ª, 3.ª y 4.ª bóvedas.

La segunda bóveda representa algunas de las virtudes que ha de practicar el cristiano. La reina de las virtudes, la caridad, se representa como una figura femenina coronada en el centro, y a sus pies cuatro matronas que representan las virtudes cardinales, de izquierda a derecha: prudencia, fortaleza, justicia y templanza. En los ángulos hay cuatro ángeles con sus respectivos bandas que ponen «PRUDENTIA», «JUSTITIA», «FORTITUDO» y «TEMPERANTIA»; en cambio no hay rótulo alguno referente a las virtudes teologales.
A esta segunda bóveda se le atribuye una clara intención de simbolizar la doctrina católica en lo referente a fe y obras en oposición a la protestante, tanto que en algún texto a esta bóveda se le da por título «las obras».
El segundo arco contiene la inscripción «MANDATA MEA SERVATE» (guarda mis mandamientos, Jn 14,15), en correspondencia con la bóveda precedente y su exigencia de obrar en congruencia con lo que se cree.
La tercera bóveda está dedicada al tema de la gracia a través de los sacramentos. Aparece la representación del Cordero Místico sobre el libro de los siete sellos que solamente podía abrir el Cordero, visión contenida en el capítulo 5 del Apocalipsis. Brota un torrente alusivo al agua viva —que en terminología catequética suele denominarse gracia santificante— de la que Cristo habló a la Samaritana (Jn 4) y también a un pasaje de Isaías que figura en una banda a ambos lados del torrente «HAURIETIS AQUAS IN GAUDIO DE FONTIBUS SALVATORIS IS 12.3» (sacaréis aguas con gozo de las fuentes de la salvación Is 12,3); Haurietis Aquas es además el título de la encíclica de Pío XII sobre el sagrado Corazón de Jesús). El simbolismo continúa pues el agua se reparte en siete caños que representan los sacramentos a los que acuden sedientas las almas representadas por dos ciervos, simbolismo inspirado en el inicio del Salmo 41 (numeración litúrgica) «Como busca la cierva corrientes de agua, así mi alma te busca a ti, Dios mío». Los peces de los laterales aluden al símbolo usado por los primitivos cristianos.
El tercer arco tiene la inscripción «ACCIPITE SPIRITVM SANCTVM» (recibid el Espíritu Santo Jn 20,22), que hace referencia a la acción del Espíritu Santo en la difusión de la gracia representada en la bóveda precedente.
La cuarta bóveda está dedicada al tema de la oración. Muestra al Santísimo Sacramento en el centro, expuesto en custodia sobre el altar, y más arriba el busto superior del Señor en el Cielo. A los lados del altar dos ángeles con incensarios de oro y a los lados del Santísimo hay otros incensarios. El humo del incienso, las oraciones de los justos, llega hasta el Cielo. Hay una clara inspiración en Apocalipsis 8,3 en que un ángel, con un incensario de oro lleno del incienso de las oraciones de los santos, incensa el altar de oro que está ante el trono de Dios. En esta bóveda domina el color verde como símbolo de esperanza en la eficacia de las oraciones de los santos.
En el cuarto arco se halla la inscripción «PETITE ET DABITVR VOBIS» (pedid y se os dará Mt 7,7 Lc 11,9), concordante con lo que la bóveda precedente simboliza sobre las oraciones de los santos y su eficacia.
Con lo representado en las cuatro bóvedas el cristiano ha cumplido la voluntad de Jesucristo dentro de su Iglesia, idea de seguimiento de Cristo que se refuerza en un quinto arco, próximo al cuarto, con la inscripción «EGO SVM VIA VERITAS ET VITA» (Yo soy el camino, la verdad y la vida Jn 14,6).
Tras el seguimiento de Cristo, representado en los elementos precedentes, solamente resta el triunfo final, que se vuelve completo el día de la resurrección de la carne, tema al que está dedicada la decoración del ábside.
Un último arco sirve de apoyo a la bóveda del ábside y enmarca su pintura. Contiene en el intradós la inscripción «VENITE BENEDICTI PATRIS MEI» (venid, benditos de mi Padre Mt 25,34) y en su cara visible desde la entrada está coronado por las letras alfa y omega, uno de los nombres de Cristo en Ap 1,8, seguidas a media altura por las figuras de los profetas Isaías y Joel y, en el arranque, de las figuras de dos ángeles; el resto contiene decoración vegetal. La elección de estos profetas se debe a sus textos alusivos a la resurrección. Al lado izquierdo un medallón representa una figura humana con una cinta que pone «ISAIA 26.19» y en la mano un libro abierto en el que se lee «Vivent mortui tui interfecti mei resurgent expergiscimini et laudate qui habitatis in pulvere» (Revivirán tus muertos, mis cadáveres se levantarán; despertad y cantad los que yacéis en el polvo Is 26,19). Al lado derecho un medallón presenta una figura humana con una cinta que pone «JOEL 3.2» y en la mano un libro abierto en el que se lee «Congregabo omnes gentes et deducam eas in valle Josaphat et disceptabo cum eis ibi super populo meo» (Reuniré a todas las naciones y las haré descender al valle de Josafat, y entraré en juicio con ellas a causa de mi pueblo Jl 3,2).

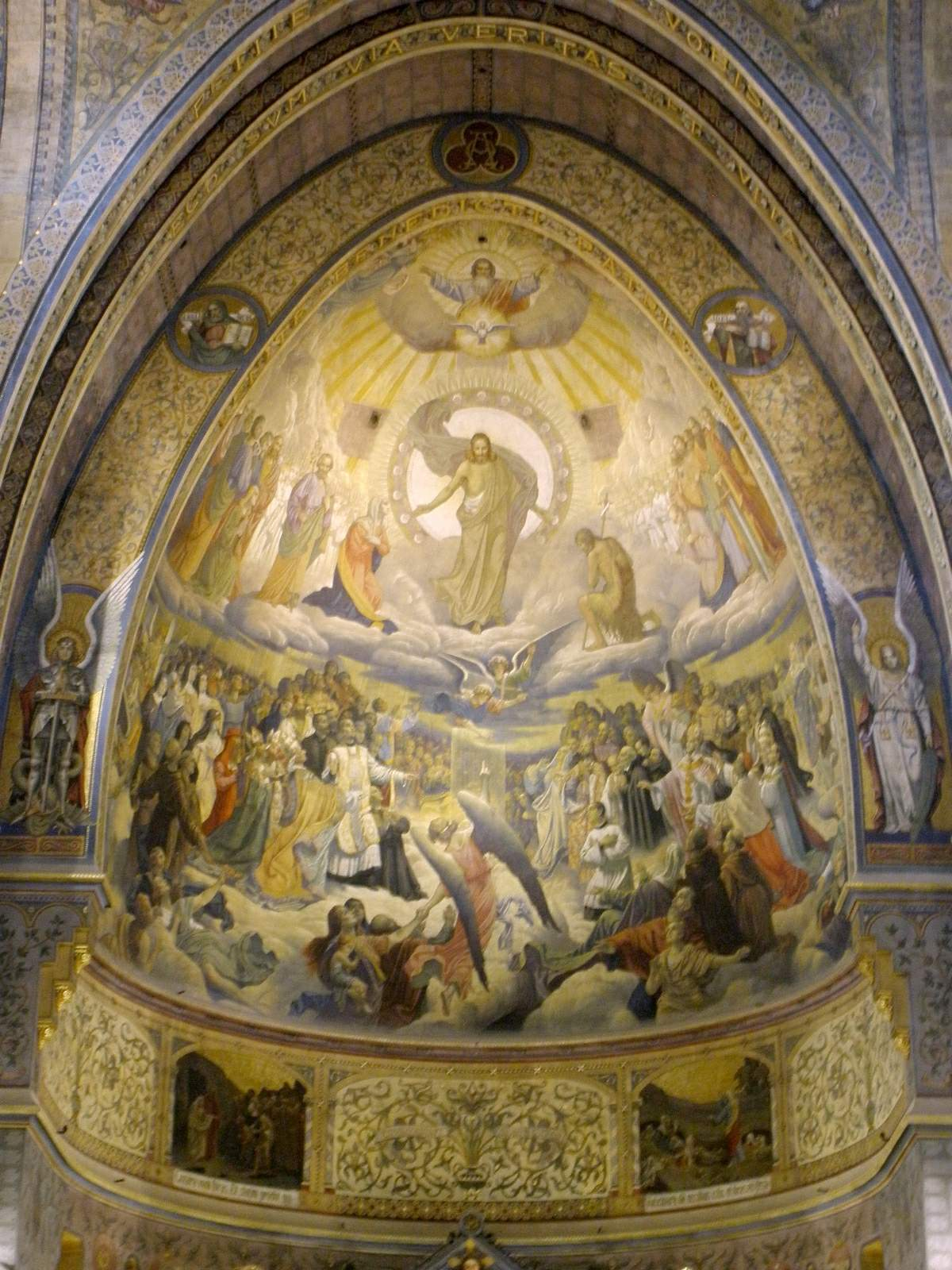
Pinturas del ábside.

La bóveda del ábside, unos 120 metros cuadrados, está ocupada por la gran composición del triunfo de los justos en el Juicio Final. En esta pintura pasan de 200 las figuras de cabezas completas y de 600 las figuras o cabezas indicadas. La pintura está llena de detalles significativos en lo referente al Señor y a los santos escogidos para ser representados. Como es habitual en estos cuadros con multitud de personajes su elección va de acuerdo con las preferencias de quienes los encargan más alguna licencia que se toman los artistas, de ahí la lógica abundancia de santos jesuitas y la presencia del fundador de la residencia e iglesia, Cesáreo Ibero.
En el estudio realizado para la restauración no se observaron señales de arrepentimientos ni dibujo subyacente, únicamente las marcas rojas y negras que bordean las figuras y sirven como recurso para situar las figuras en primer o segundo término, con mayor o menor importancia. Hay líneas negras aplicadas sobre los contornos de las figuras importantes, a veces estas líneas están aplicadas sobre otras rojas; las líneas rojas definen detalles y rasgos del dibujo. Las figura que carecen de líneas son las dispuestas como fondo de la composición.
En este Juicio Final los pintores prescindieron de la condenación de los réprobos para representar el momento en que los predestinados, a la voz del Salvador que los bendice, se congregan en torno a Él y comienzan a gozar los gozos celestiales y sobre los diversos coros de bienaventurados se extienden chorros de luz que salen del trono de la divinidad.
En la parte superior de la pintura, y como centro de toda la composición, está Jesucristo, juez de vivos y muertos, que abre los brazos para recibir a los bienaventurados; más arriba aparecen el Padre y el Espíritu Santo en forma de paloma. Cristo está rodeado por la mandorla mística y tras ella, y los resplandores que de ella emanan, está insinuada una cruz formada por rayos luminosos, el brazo vertical, y visibles los extremos, tono madera, del brazo horizontal. La presencia de esta cruz abona a los autores a la interpretación de que ese es el estandarte del Hijo del hombre a que se refiere Mt 24,30.
Los posiciones más destacadas y próximas a Nuestro Señor se han asignado a las máximas figuras de la Iglesia, personajes neotestamentarios.
A la derecha de Cristo se hallan la Virgen y San José; tras ellos un grupo de apóstoles empezando por San Juan y Santiago el Menor, pariente de Jesús cuyo parentesco expresaron los artistas con la semejanza de sus rostros, y terminando por San Andrés de semblante venerable. A la izquierda están San Juan Bautista y otro grupo de apóstoles, el primero de ellos Santo Tomás en actitud de exclamar «¡Señor mío y Dios mío!» (Jn 20,28). Entre los demás está San Pablo con sus manos apoyadas en la espada.
Detrás de los grupos de apóstoles se divisan las legiones angélicas que, incontables, se pierden a lo lejos.
En la parte inferior de la composición se representa la multitud de la visión de San Juan (Ap 7,9), gentes de todas las razas, de todas las lenguas, de todas las edades que probados por la tribulación blanquearon sus vestiduras en la sangre del Cordero. Hay unas ochenta figuras o cabezas completas a cada lado, detrás de las cuales se ve una multitud cuyos contornos se van esfumando hasta perderse de vista. Entre los dos grupos destaca la figura de un ángel que parece animar con su derecha a acercarse al trono de la divinidad, que se divisa en la altura, mientras con su izquierda eleva al cielo a unos resucitados.
Los rostros de los predestinados reflejan los efectos sobrenaturales de la Parusía. Unos como San Ignacio de Loyola, Santo Tomás de Aquino o Santa Cecilia se abisman en la contemplación de la divinidad; otros como San Carlos Borromeo o San Francisco de Asís expresan su amor a Jesucristo al que se sienten poderosamente atraídos.
Alrededor de San Ignacio de Loyola se representan algunos de sus primeros compañeros, como San Francisco Javier, tras el cual se representa a los esposos San Enrique y Santa Cunegunda, emperadores de Alemania; a su lado, delante, están los cuatro doctores de la Iglesia latina: el traje de San Jerónimo de color rojo vivo; los mantos de San Gregorio Magno y San Agustín, lujosísimos y representados con mucho detalle.
Más allá un grupo de monjas dan luz al conjunto con sus blancas tocas; delante de ellas un grupo más oscuro de cuatro religiosos entre los que se halla San Francisco de Asís.
Al lado derecho destaca Santa Cecilia con la corona de mártir, rico manto y collares de perlas. Y hacia el centro de las figuras los pintores retrataron, por inspiración propia y apartándose del boceto, al fundador del templo, el padre Cesáreo Ibero. A su derecha Santo Tomás de Aquino y a su izquierda y algo debajo San Carlos Borromeo con traje rojo vivo extiendo los brazos hacia el Señor. También aparece San Alonso Rodríguez como anciano venerable con el rosario en la mano y junto a él otros jesuitas, entre ellos San Luis Gonzaga con roquete y arrodillado. Más arriba San Fernando III, rey de Castilla y León, con las manos juntas, corona y manto real.
En total hay unos 50 personajes históricos, casi todos canonizados, pintados en la parte inferior.

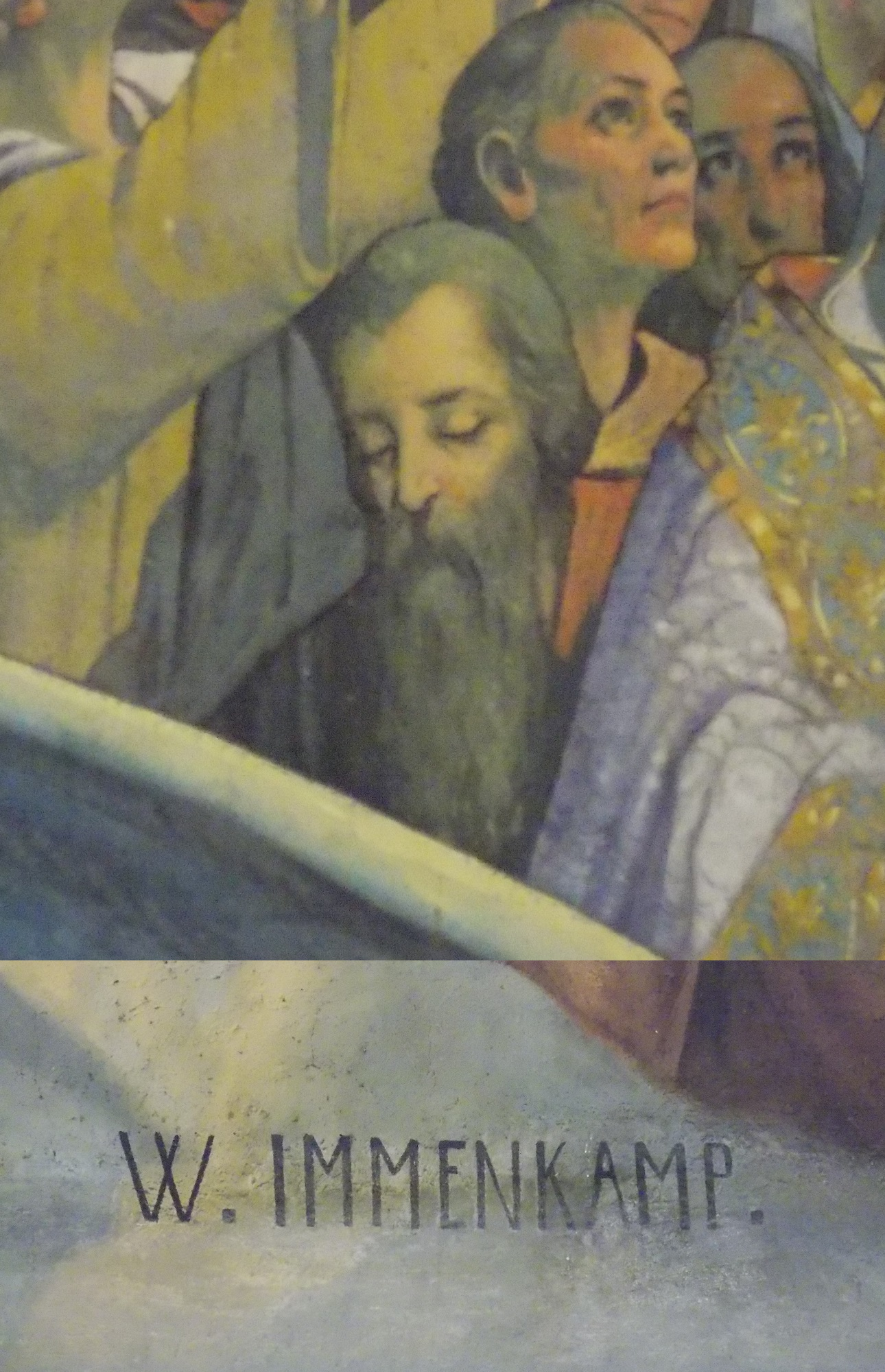
Composición con el autorretrato y la firma que el pintor Wilhelm Immenkamp incluyó en los lados izquierdo y derecho, respectivamente, de la pintura del Triunfo de los Justos.

En contraste con los demás personajes de esta gran pintura que, mirando a Jesucristo o de otras maneras, están atentos a lo que ocurre en la escena, al lado izquierdo, oculto parcialmente por el ala de un ángel, hay un personaje que parece estar totalmente ajeno, ocupado en otra cosa que incluso podría ser pintar; se trata de un autorretrato del pintor Wilhelm Immenkamp que, además de dejar su firma en el ángulo inferior derecho de la pintura, ha dejado también su imagen.
Inmediatamente bajo la pintura del Juicio Final hay un friso ocupado, en su mayor parte, por decoración vegetal. En el centro tiene una cinta con la inscripción «EXSULTABUNT SANCTI IN GLORIA» (Alégrense los fieles por su gloria Sal 149,5), indudable alusión a la pintura de la bóveda, y a los lados dos pinturas alusivas a la resurrección: la resurrección de Lázaro y la visión de Ezequiel sobre los huesos secos que se cubren de carne y vuelven a la vida.
La escena de la resurrección de Lázaro lleva como pie «Lazare veni foras. Et statim prodiit qui... Joan 11» (Lázaro, sal fuera. Y al instante salió... Jn 11,43-44) y está a la izquierda por representar un pasaje evangélico. Al lado derecho se halla la representación del pasaje de los huesos secos con el pie «Vaticinare de ossibus istis et dices eis: Ossa... Ez. 37» (Profetiza sobre estos huesos y diles: huesos... Ez 37,4). Esta disposición se debe a un detalle de la celebración tradicional de la Misa (la actualmente denominada Forma Extraordinaria del Rito Romano y que era la celebrada ordinariamente cuando el templo se decoró): el sacerdote lee la Epístola (que puede ser un texto profético como el de Ezequiel que se leía el Sábado Santo y en la vigilia de Pentecostés) al lado derecho, denominado tradicionalmente lado de la Epístola, y el Evangelio, que podría ser el de la resurrección de Lázaro, leído en la feria VI tras el domingo IV de Cuaresma, al lado izquierdo, denominado lado del Evangelio.
Bajo el mencionado friso todavía hay un pequeño espacio sobre las columnas con decoración vegetal y doce pequeños medallones; de ellos siete están dedicados a representaciones simbólicas de los sacramentos, otro representa el Corazón de Jesús y los cuatro restantes contienen cristogramas JHS.

#### Pinturas de las paredes
Además de las pinturas de la capilla del Cristo y la capilla de la Virgen, que se mencionarán en los apartado de las correspondientes capillas, las pinturas más notables de las paredes laterales son los medallones de las enjutas. El resto son algunos monogramas, cielos estrellados, motivos vegetales y geométricos y, sin haber sido estudiadas ni descritas, algunas pinturas muy dañadas que se hallan ocultas —o protegidas, según se mire— por el zócalo de madera que rodea toda la nave del templo.
En las paredes laterales hay dieciséis medallones, catorce de ellos pintados por los hermanos Immenkamp, en su mayor parte dedicados a santos jesuitas —algunos eran beatos cuando se decoró el templo y fueron canonizados con posterioridad—. Se hallan inmediatamente debajo de las tribunas laterales corridas, en las enjutas entre estas y los arcos formeros que las sustentan.
Los del lado izquierdo, empezando por atrás, tienen:
- Retrato rotulado «SANCTVS F. HIERONYMVS». Corresponde a San Francisco de Jerónimo, en hábito jesuita. La escalera de acceso a la tribuna del coro oculta casi totalmente este medallón.
- Escudo pontificio de San Juan Pablo II y su lema «TOTVS TVVS». Se pintó durante la restauración de las pinturas de 2008-2009 en honor al Papa que dio el título de basílica menor al templo. Está pintado sobre un tablero colgado con alcayatas, no sobre la pared, con preparación de estuco y pintura al temple.
- Retrato rotulado «BEATVS R. BELLARMINO», con traje de cardenal. Corresponde a San Roberto Belarmino que fue jesuita y cardenal canonizado en 1930.
- Retrato rotulado «BEATVS P. CANISIVS», en hábito de jesuita. Corresponde a San Pedro Canisio que fue canonizado en 1925.
- Retrato rotulado «SANCTVS PETRVS CLAV.», en hábito de jesuita. Corresponde a San Pedro Claver.
- Retrato rotulado «SANCTVS FRANC. XAV.», en hábito jesuita. Corresponde a San Francisco Javier.
- Escena del Calvario, Cristo crucificado con San Juan, la Virgen y otra mujer al pie de la cruz. El lema es «SIC DEUS DILEXIT MUNDUM» (tanto amó Dios al mundo Jn 3,16). Este medallón se halla encima de la capilla del Cristo.
- La muerte de San José, asistido de Cristo y la Virgen. Rotulado «CONGREGACION DE LA BUENA MUERTE | GIJON». También está encima de la capilla del Cristo.

Los del lado derecho, empezando por atrás, tienen:
- Retrato rotulado «BEATVS J. DE BRITTO», en hábito jesuita. Corresponde a San Juan de Brito que fue canonizado en 1947. Es difícil de ver pues desde casi cualquier punto lo tapa la tribuna del coro.
- Emblema de la Santa Sede y rótulo «TV ES PETRVS». Se pintó durante la restauración de las pinturas de 2008-2009 por tener el templo el título de basílica menor. Está pintado sobre un tablero colgado con alcayatas, no sobre la pared, con preparación de estuco y pintura al temple.
- Retrato rotulado «SANCTVS ALPH. RODRIG.», en hábito jesuita. Corresponde a San Alonso Rodríguez, que fue canonizado en 1888, y no puede corresponder a San Alfonso Rodríguez Olmedo pues este fue canonizado en 1988.
- Retrato rotulado «SANCTVS J. BERCHMANS», en hábito jesuita. Corresponde a San Juan Berchmans.
- Retrato rotulado «SANCTVS FRANCISCVS Borgia», en hábito jesuita. Corresponde a San Francisco de Borja, III Prepósito General de la Compañía de Jesús.
- Retrato rotulado «SACTVS IGNATIVS», en hábito jesuita. Corresponde a San Ignacio de Loyola, fundador de la Compañía de Jesús, y está sobre la vidriera dedicada al mismo santo.
- Aparición de la Virgen con el Niño a San Estanislao de Kostka con el rótulo «STE STANISLAE ORA PRO NOBIS» (S. Estanislao, ruega por nosotros). Esta sobre la capilla de la Virgen.
- San Luis Gonzaga meditando con un crucifijo con el rótulo «STE ALOYSI ORA PRO NOBIS» (S. Luis, ruega por nosotros). También está sobre la capilla de la Virgen.

### Vidrieras
El templo contiene ocho grandes vidrieras circulares en lo alto de sus paredes laterales, otros ocho conjuntos de pequeñas vidrieras en la parte baja de las misma paredes, las tres de los grandes ventanales del coro y la vidriera del ojo de buey de la entrada. Responden a un programa catequético.
Todas son vidrieras policromadas de estilo modernista de la Casa Maumejean Hermanos, gran parte de las originales fueron destruidas por el asalto e incendio de 1930. Esa misma casa hizo las que, durante la reconstrucción, sustituyeron a las destruidas.

#### Vidrieras circulares grandes
Las ocho vidrieras superiores, de diámetro próximo a los cinco metros, las mayores de Asturias[cita requerida], representan episodios de la vida del Señor. En orden cronológico empiezan por la de la entrada a la izquierda. Su ubicación, tema e inscripciones de la parte inferior son:
- 1.ª de la izquierda. Natividad. «CHRISTUS NATUS EST NOBIS, VENITE ADOREMUS» (Cristo ha nacido para nosotros, venid, adoremos. Tomado de la oración de maitines del día de Navidad). Dos ángeles sostienen en lo alto una cinta que pone «GLORIA IN EXCELSIS DEO ET IN TERRA PAX HOMINIBVS»; la versión de la Vulgata para esta frase es «Gloria in altissimis Deo, et in terra pax (in) hominibus bonae voluntatis» (Gloria a Dios en el cielo, y en la tierra paz a los hombres de buena voluntad. Lc 2,14).
- 2.ª de la izquierda. Vida oculta. «ET ERAT SUBDITUS ILLIS» (Y estaba sujeto a ellos Lc 2,51).
- 3ª de la izquierda. Bautismo de Jesús. «HIC EST FILIUS MEUS DILECTUS, IN QUO MIHI COMPLACUI» (Este es mi Hijo amado, en quien me complazco Mt 3,17). San Juan Bautista lleva una cinta que dice «ECCE AGNVS DEI» (Este es el cordero de Dios Jn 1,29).
- 4.ª de la izquierda. Predicación. «ET APERIENS OS SUUM DOCEBAT EOS, DICENS» (Y abriendo su boca les enseñaba, diciendo Mt 5,2). A los lado izquierdo y derecho sendas cintas dicen «IBO AD PATREM MEUM» (me pondré en camino adonde está mi padre Lc 15,18) y «VIGILATE ITAQUE» (Puede corresponder a “Estad, pues, despiertos” de Lc 21,36 o a “Por tanto, velad” de Mt 25,13).
- 4.ª de la derecha. Institución de la Eucaristía. «HOC FACITE IN MEAM COMMEMORATIONEM» (Haced esto en memoria mía Lc 22,19 y 1 Co 12,24).
- 3.ª de la derecha. Oración del huerto. «VERUNTAMEN NON MEA VOLUNTAS SED TUA FIAT» (Sin embargo no se haga mi voluntad, sino la tuya. Lc 22,42). En esta vidriera se incluye un medallón con las manos y los pies llagados y otro con la Santa Faz.
- 2.ª de la derecha. Crucifixión. «CONSUMMATUM EST» (Está cumplido Jn 19,30). En ella también aparecen los símbolos y nombres de los cuatro evangelistas.
- 1.ª de la derecha. Ascensión de Jesucristo. «VIDENTIBUS ILLIS ELEVATUS EST» (A la vista de ellos, fue elevado Hch 1,9). En el borde de la mandorla lleva una inscripción: «HIC JESVS QVI ASSVMPTVS EST A VOBIS IN COELVM SIC VENIET QUEMADMODVM VIDISTIS EVM EVNTEM COELVM», que más completa sería «Hic Jesus, qui assumptus est a vobis in caelum, sic veniet quemadmodum vidistis eum euntem in caelum.» (Este mismo Jesús, que ha sido tomado de entre vosotros al cielo, vendrá como le habéis visto ir al cielo Hch 1,11).

Vidrieras grandes con episodios de la vida de Jesucristo
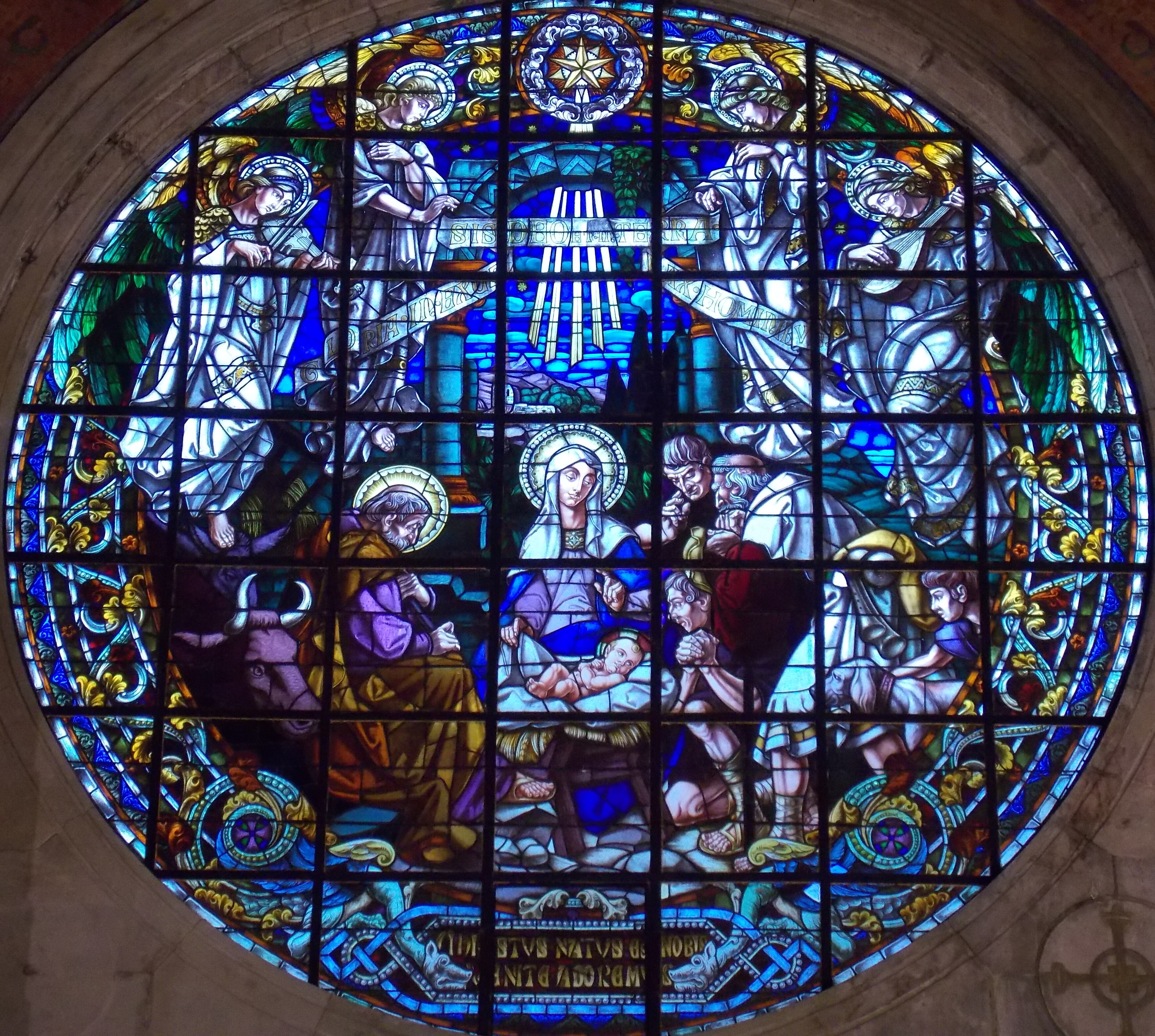
Natividad
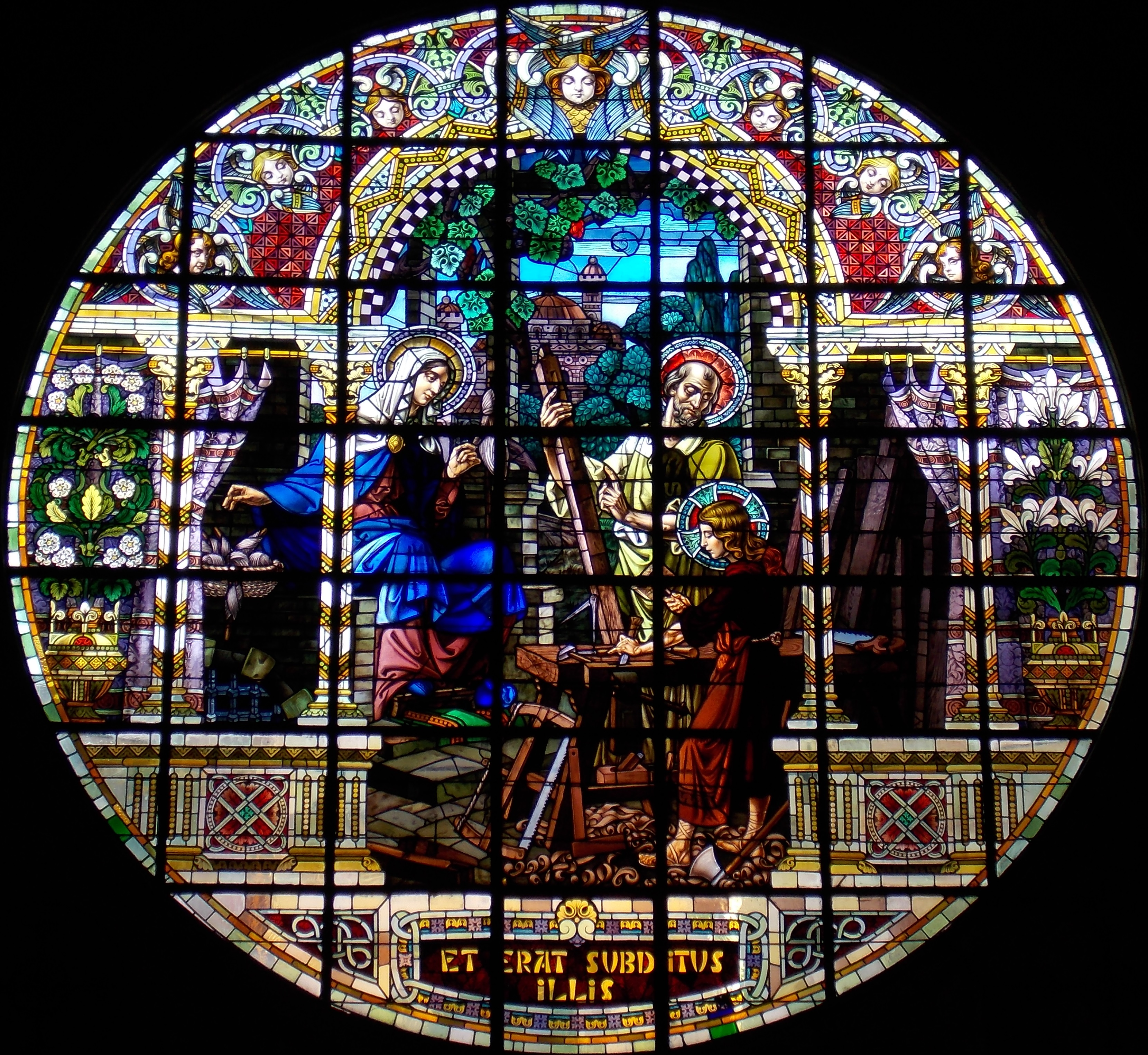
Vida oculta
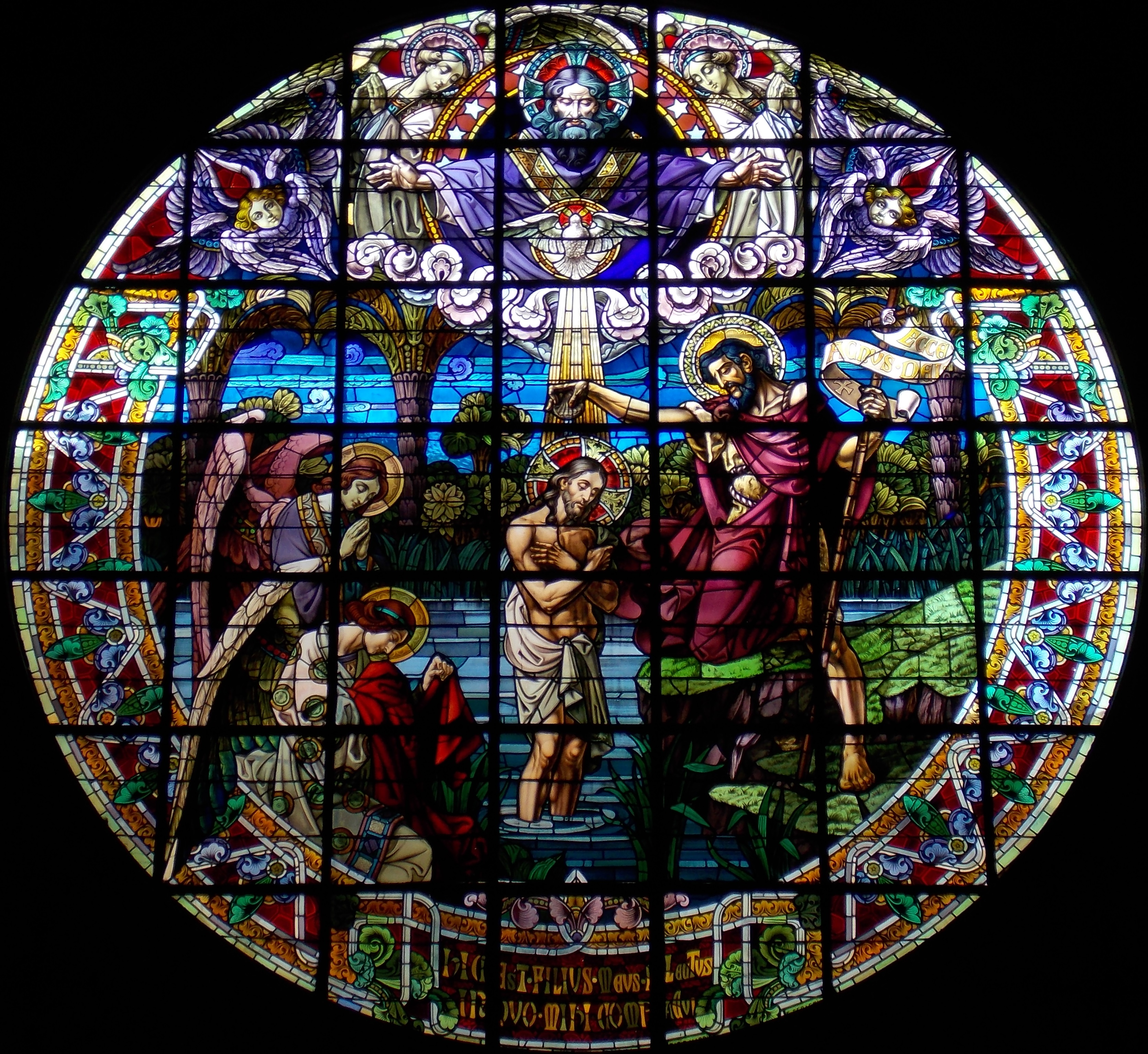
Bautismo de Jesús
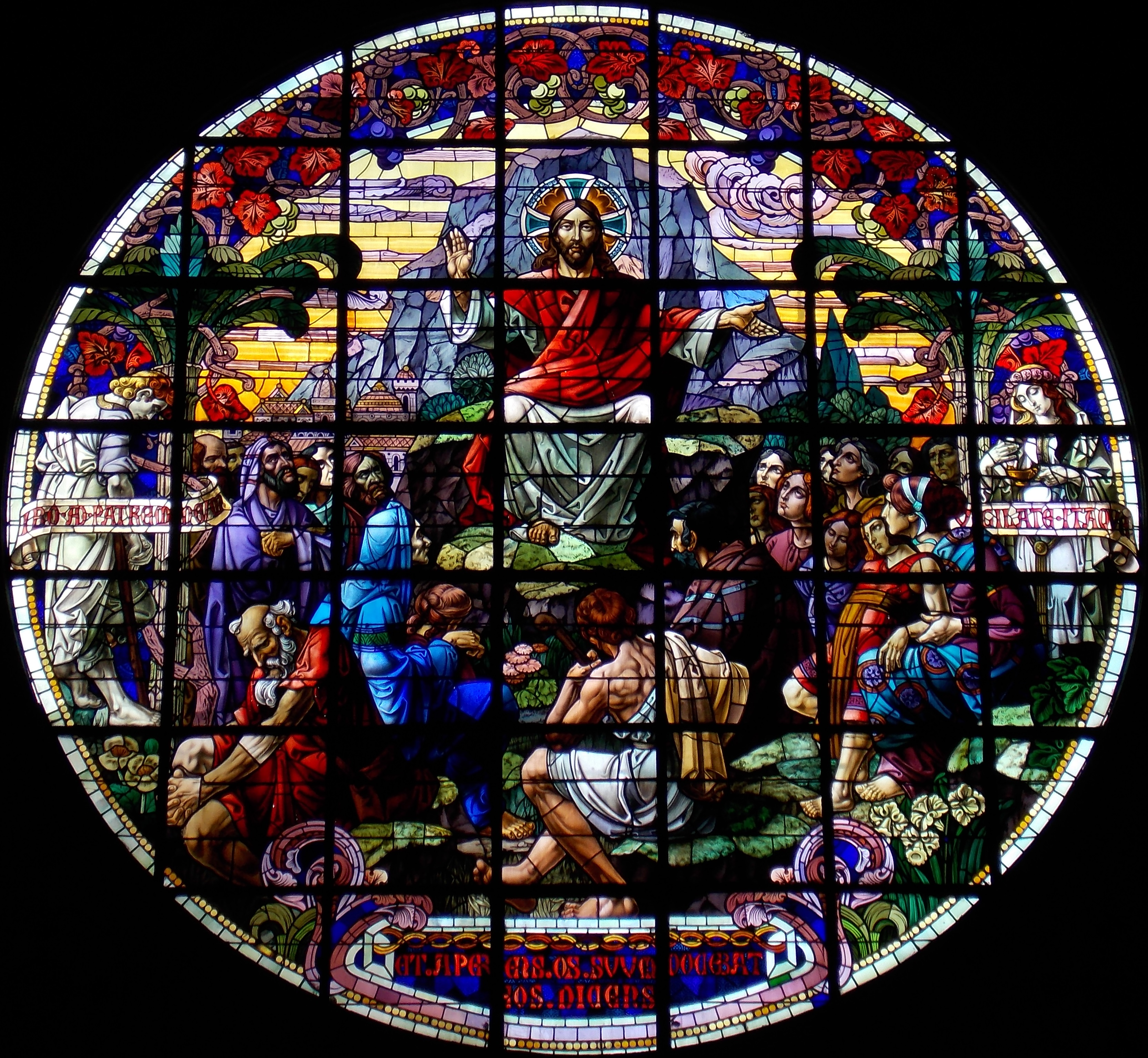
Predicación
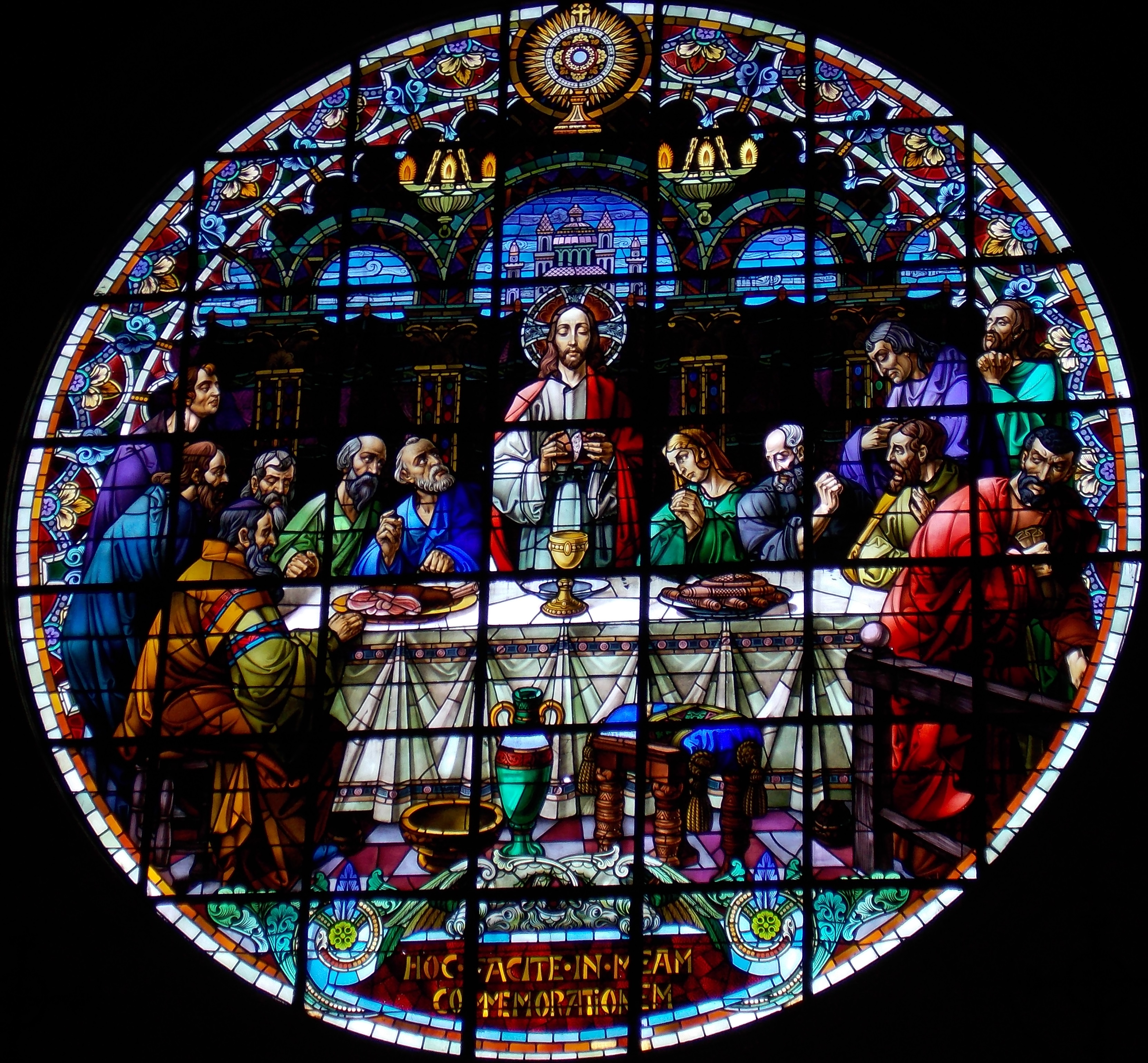
Institución de la Eucaristía
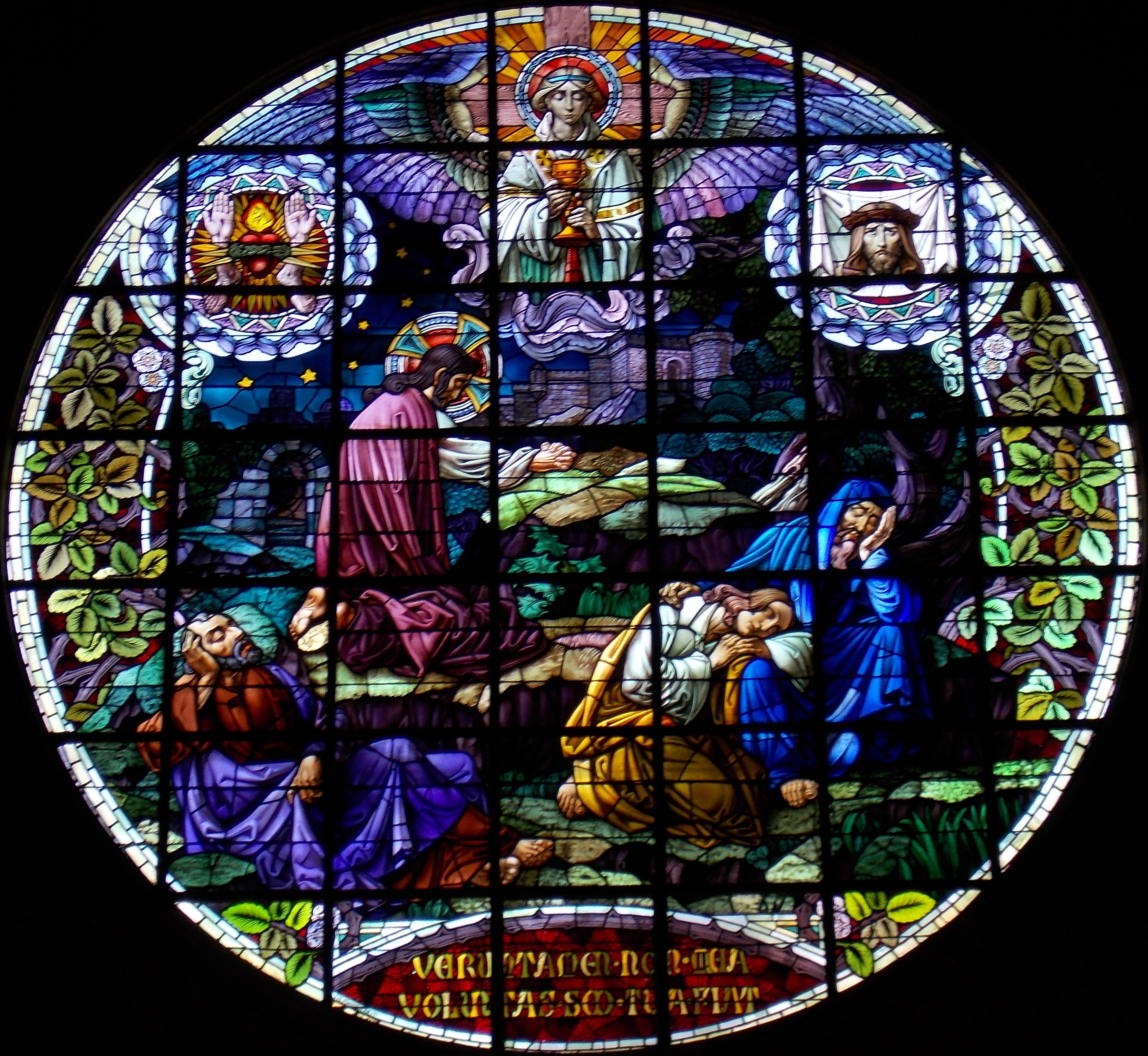
Oración del huerto
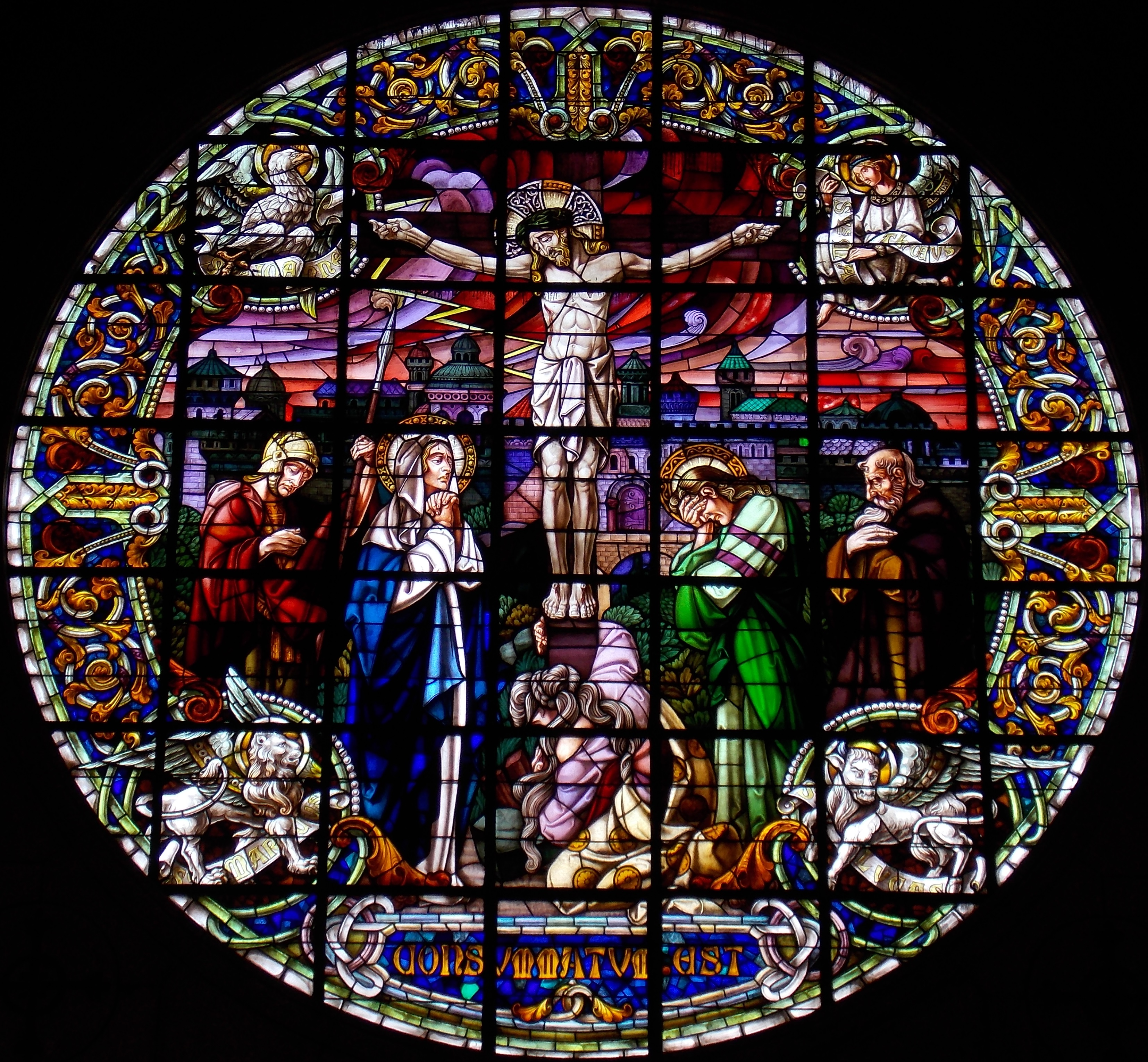
Crucifixión
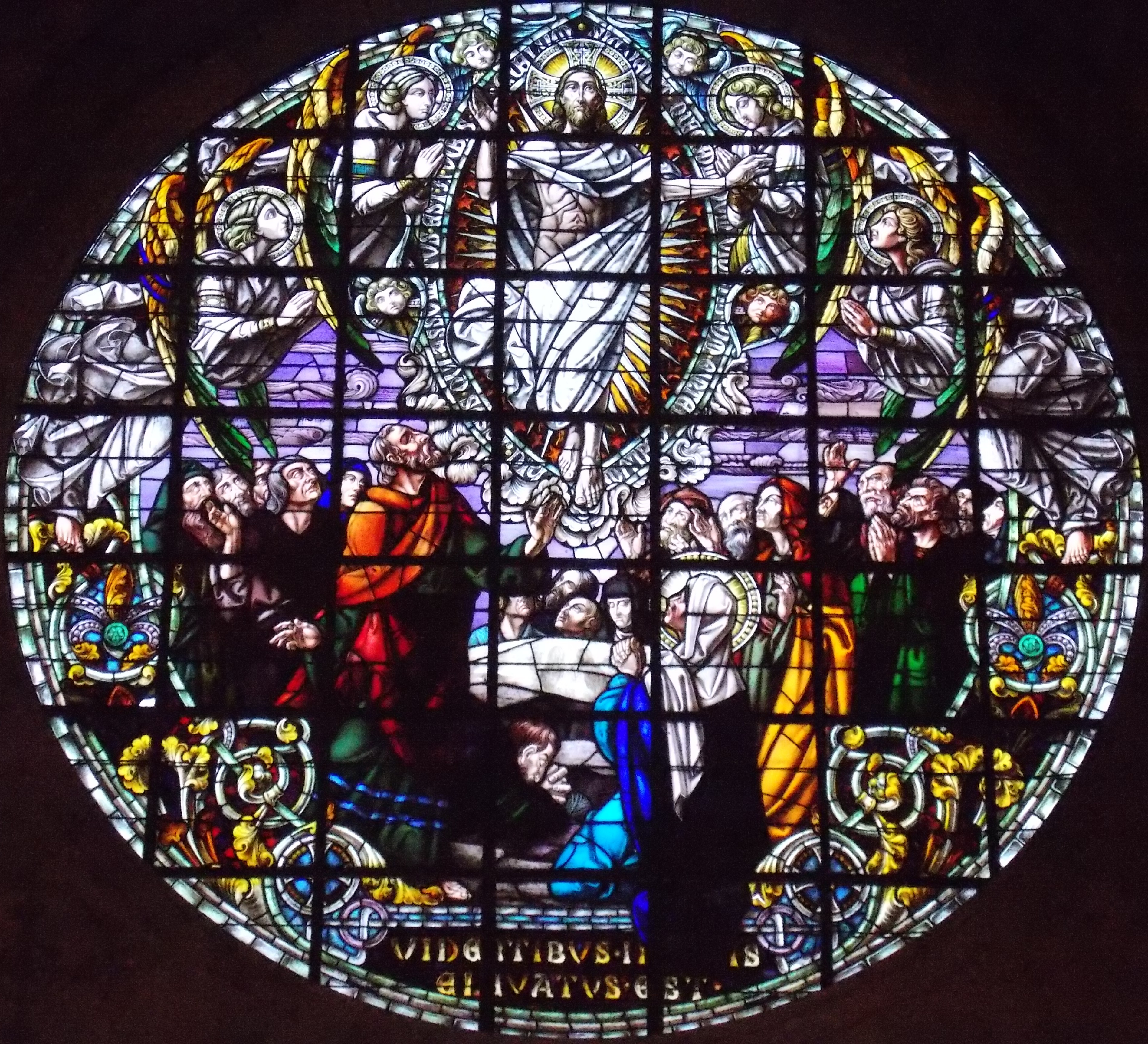
Ascensión

#### Vidrieras de la parte inferior
En las paredes laterales hay otras ocho vidrieras en la parte inferior de los muros. Cada una consta de siete pequeñas ventanas dispuestas radialmente en semicírculo y otras cuatro en posición vertical bajo las anteriores.
Las cuatro primeras vidrieras, según se entra en el templo, simbolizan las cuatro partes que suelen contener los catecismos católicos: fe, moral, sacramentos, oración.
La primera de la izquierda representa la primera parte del catecismo: saber lo que se ha de creer. Los cuatro ventanales inferiores muestras a los padres de la fe en ambos Testamentos, contienen los personajes e inscripciones siguientes:
- El patriarca Noé con el arca y la inscripción «FIDE NOE APTAVIT ARCAM» (Por la fe Noé construyó un arca Hb 11,7).
- San Juan Bautista, en actitud de señalar a Cristo, lleva un estandarte que dice «ECCE AGNUS DEI» (Este es el Cordero de Dios Jn 1,29) y a los lados del ventanal «EGO VOX CLAMANTIS IN DESERTU» (Yo soy la voz que grita en el desierto Jn 1,23).
- San Pedro con las llaves y la inscripción «SUPER HANC PETRAM AEDIFICABO ECCLESIAM MEAM» (Sobre esta piedra edificaré mi Iglesia Mt 16,18).
- San Pablo con la mano sobre la espada y la inscripción «DOCTOR GENTIUM» (Maestro de las naciones).

En los siete ventanales dispuestos radialmente siete ángeles despliegan una divisa que dice: «QUI CREDIDERIT ET BAPTIZATUS FUERIT SALVUS ERIT» (El que creyere y fuera bautizado será salvo Mc 16,16).
La segunda vidriera de la izquierda corresponde a la parte del catecismo dedicada a lo que se ha de obrar. En la parte inferior representa la cuatro virtudes cardinales en el orden: prudencia «PRUDENTIA», justicia «JUSTITIA» (a sus pies hay un libro abierto que pone «LEX» y los numerales del Decálogo), fortaleza «FORTITUDO» y templanza «TEMPERANTIA».
En los siete paneles radiales se representa a las tres virtudes teologales en el centro y otras cuatro virtudes en los laterales, cada una de ellas con su inscripción al pie. El orden es, de izquierda a derecha: oración «ORATIO», penitencia «PENITENTIA», esperanza «SPES», fe «FIDES», caridad «CHARITAS», paciencia «PATIENTIA», y obediencia «OBEDENTIA».
Enfrente de la anterior, la segunda vidriera de la derecha está dedicada a la siguiente parte del catecismo, lo que se ha de recibir. Los siete ventanales superiores representan los siete sacramentos en el orden:
- Bautismo: representa el bautizo de Juan el Bautista a Jesús; alrededor la palabra «BAPTISMVS» y Juan lleva en la mano una cinta con la inscripción, aunque no enteramente visible, «ECCE AGNVS DEI».
- Penitencia: representa el perdón de Cristo a la mujer que le ungió los pies con perfume; alrededor escrito «POENITENTIA».
- Confirmación: representa la venida del Espíritu Santo sobre los Apóstoles y María; alrededor escrito «CONFIRMATIO».
- Eucaristía: aparece Cristo con un cáliz y dos personajes a ambos lados que pueden ser los apóstoles San Pedro y San Juan; alrededor escrito «EVCHARISTIA».
- Unción de enfermos: un sacerdote revestido con casulla, o una prenda similar, y estola ungiendo a un enfermo; alrededor escrito «EXTREMAVNCTIO».
- Sacerdocio: Cristo entregando las llaves a San Pedro y la inscripción «ORDO».
- Matrimonio: Adán y Eva en el Paraíso terrenal siendo bendecidos por Dios; alrededor escrito «MATRIMONIVM».

Las cuatro ventanas inferiores representan también, de manera simbólica, los siete sacramentos por la repetida aparición del número siete en los dibujos y los textos que los acompañan:
- El candelabro de los siete brazos «VIDI SEPTEM CANDELABRA AVREA» (Vi siete candelabros de oro Ap 1,12).
- El campo de las siete estrellas «ET HABEBANT IN DEXTERA SVA STELLAS SEPTEM» (Y tenía en su mano derecha siete estrellas Ap 1,16) (pone HABEBANT si vien en la Vulgata pone HABEBAT).
- El Cordero Místico sobre el libro de los siete sellos y el texto «SIGNATVM SIGILLIS SEPTEM» (Sellado con siete sellos Ap 5,1).
- El haz de las siete espigas «SEPTEM SPICAE PVLLVLABVNT IN CVLMO VNO» (Siete espigas brotaban de un tallo Gen 41,5) (pone PVLLVLABVNT si bien en la Vulgata se lee PVLLVLABANT).

La primera vidriera de la derecha reproduce la parte del catecismo relativa a lo que se ha de pedir. Las siete ventanas superiores reproducen el texto latino, el de uso litúrgico, del Padrenuestro con omisiones, lo omitido en cursiva pequeña: «PATER NOSTER QVI ES IN COELIS SANCTIFICETVR NOMEN TVVM ADVENIAT REGNVM TVVM FIAT VOLVNTAS TVA SICVT IN COELO ET IN TERRA PANEM NOSTRVM QVOTIDIANVM DA NOBIS HODIE ET DIMITTE NOBIS DEBITA NOSTRA SICVT ET NOS DIMITTIMVS DEBITORIBVS NOSTRIS ET NE NOS INDVCAS IN TENTATIONEM SED LIBERA NOS A MALO». Las cuatro ventanas inferiores representan a otros tantos ancianos, con incensario y copas llenas de perfume, que probablemente representan a los veinticuatro ancianos que tenían «copas de oro llenas de perfume, que son las oraciones de los santos» Ap 5,8.
Las otras cuatro vidrieras inferiores no siguen una sistemática como las cuatro primeras, cada una está dedicada a un tema independiente.
La tercera vidriera de la izquierda está dedicada a San José. Las cuatro ventanas inferiores representan a los patriarcas: Abraham, Isaac, Jacob y el patriarca José (el hijo de Jacob), como figuras que fueron de San José; cada una lleva inscrito el nombre al pie. Las siete ventanas superiores representan los siete dolores y gozos de San José, en orden cronológico de izquierda a derecha, salvo la segunda y la tercera que parecen haber sufrido una inversión del orden. Los gozos y dolores representados son:
- San José decide separarse de la Virgen y un ángel le revela el misterio de la Encarnación (Mt 1,19-21). En este panel una de las piezas de vidrio está rota.
- Circuncisión e imposición del nombre de Jesús (Lc 2,21).
- Dolor de San José al ver nacer a Jesús en la pobreza y gozo por el canto de los ángeles (Lc 2,7-17).
- Dolor por la profecía de Simeón y gozo por la salvación que el sufrimiento traería (Lc 2,28-35).
- La huida a Egipto (Mt 2,13-15).
- San José admirado al ver al Señor sometido a sus órdenes (Lc 2,51).
- La pérdida y hallazgo del Niño en el templo de Jerusalén (Lc 2,43.49).

La tercera vidriera de la derecha está dedicado a San Ignacio de Loyola. En las cuatro ventanas interiores se le ve herido, al escribir los Ejercicios Espirituales, al escribir las Constituciones de la Compañía de Jesús y al recibir del Papa Pablo III la aprobación para su orden. Los siete ventanales superiores desarrollan el texto «FIDELIS DEUS PER QUEM VOCATI ESTIS IN SOCIETATEM FILII EJUS JESU» (Fiel es Dios, por el cual fuisteis llamados a la comunión con su Hijo Jesús 1 Cor 1,9) sostenido por el ángel tutelar de la Compañía, que lleva el emblema IHS, en medio y otros seis ángeles a los lados.
La cuarta vidriera de la izquierda, que se corresponde con el altar del Cristo, reproduce en las cuatro ventanas inferiores escenas de la Pasión de Cristo: la oración del huerto, la flagelación, la escena del Ecce Homo y el encuentro camino del Calvario. Las siete ventanas dispuestas radialmente contienen otros tantos rostros diferentes de Cristo en la cruz junto con las Siete Palabras, que de izquierda a derecha dicen:
- «DICO TIBI HODIE ERIN MECVM IN PARADISIO» (te digo que hoy estarás conmigo en el paraíso Lc 23,43) El texto latino parece contener una errata y mejor ordenado sería «dico tibi hodie mecum eris in paradiso».
- «PATER DIMITTE NON ENIM QUID FACIVNT» (Padre, perdónalos, porque no saben lo que hacen Lc 23,34) que completado en latín sería «Pater, dimitte illis: non enim sciunt quid faciunt».
- «MVLIER ECCE FILIVS TVVS ECCE MATER TVA» (Mujer, ahí tienes a tu hijo ... ahí tienes a tu madre Jn 19,26-27) que completado en latín sería «Mulier, ecce filius tuus. Deinde dicit discipulo: Ecce mater tua.»
- «ELOI ELOI LAMMA SABACTHANI» (Dios mío, Dios mío ¿por qué me has abandonado Mt 27,46 Mc 15,34).
- «SITIO» (Tengo sed Jn 19,28).
- «CONSVMMATVM EST» (Está cumplido Jn 19,30).
- «PATER IN MANVS COMMENDO MEVM SPIRITVM» (Padre, en tus manos encomiendo mi espíritu Lc 23,46) que completo sería «Pater, in manus tuas commendo spiritum meum.»

La cuarta vidriera de la derecha se halla encima del altar de la Virgen de Covadonga y alude a María. En los cuatro ventanales inferiores los personajes aparecen con su nombre en la corona; de izquierda a derecha ponen:
- «S GABRIEL», el Arcángel San Gabriel lleva también una cinta con la inscripción «AVE GRATIA PLENA» y un escudo con el anagrama mariano.
- «S JOACHIM», San Joaquín, el padre de la Virgen, que porta en su mano un cestillo con dos palomas entendibles a modo de ofrenda en el templo de Jerusalén.
- «STA ANNA», Santa Ana, la madre de la Virgen, acompañada por la Virgen niña, aunque esta no lleva inscripción alguna en su corona.
- «MICHAEL» —delante hay unas letras de difícil lectura que seguramente sean el final de la palabra «SANCTVS»—, el Arcángel San Miguel representado como vencedor de los ángeles rebeldes y portando la representación trinitaria denominada «escudo de la Trinidad» o «escudo de la fe». Los detalles de este ventanal son lo suficientemente finos como para permitir leer los textos de ese escudo.

En las ventanas dispuestas radialmente se representan siete invocaciones consecutivas de las letanías lauretanas; en cada caso se representa un personaje correspondiente a la invocación con una cinta que pone la palabra «REGINA» y en la corona el coro al que pertenece —podría decirse la clase de personas a la que está adscrito en el Cielo—. Leídos de izquierda a derecha los rótulos son: «REGINA ANGELORUM», «REGINA PATRIARCHARUM», «REGINA PROPHETARUM», «REGINA APOSTOLORUM» —el representado es San Pedro—, «REGINA MARTYRUM», «REGINA CONFESSORUM» y «REGINA VIRGINUM». En su conjunto significan que la Santísima Virgen es reina de cada una de las siete clases de personas.

#### Vidrieras del coro

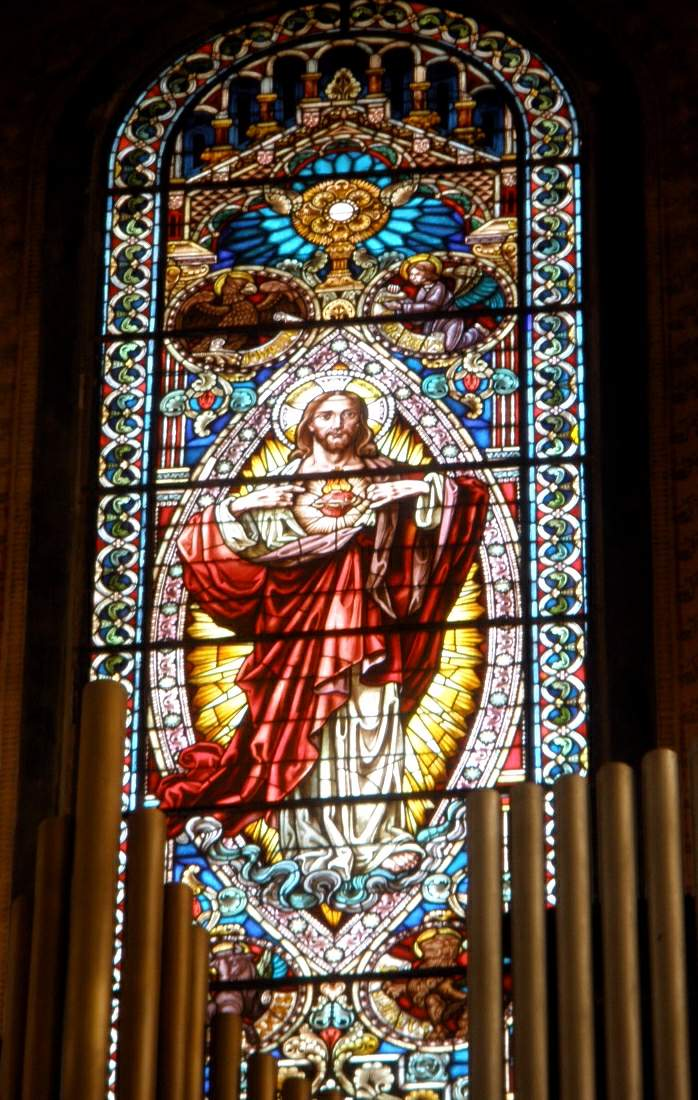
Vidriera central del coro.

Las vidriera central de la fachada, sobre el coro, representa al Sagrado Corazón de Jesús, dentro de la mandorla mística, rodeado de cuatro medallones con los símbolos y nombres de los cuatro evangelistas, una representación eucarística en lo más alto y, en la parte inferior, el cristograma JHS y la inscripción «COR JESV SACRATISSIMVM». Una pequeña franja inferior está ocupada por la mención a las donantes de las tres vidrieras del coro «DONACIÓN DE ESTE TRIPTICO IGNACIA Y JOSEFINA VELASCO» que presenta la curiosidad de ser la única inscripción del templo en que se utilizan tildes, pero no todas las que ortográficamente corresponden.
La vidriera del lado de la Epístola representa a un ángel con un escudo con el Corazón de Jesús, el resto de la vidriera está ocupado por motivos vegetales y geométricos. Al pie de esta vidriera se halla la marca del fabricante «S A MAVMEJEAN MADRID».
La vidriera del lado del Evangelio es equivalente y su única variante significativa es que el Corazón de Jesús, en el escudo que porta el ángel, está rodeado de la inscripción «¡DETENTE EL CORAZON DE JESVS ESTA CONMIGO | VENGANOS EL TV REINO». En definitiva, el escudo contiene la imagen denominada «El Detente» que tiene su origen en Santa Margarita María de Alacoque.
Los escudos que portan los ángeles corresponden al Apostolado y a la Guardia de Honor, asociaciones piadosas que en su momento utilizaron este templo.

#### Vidriera de la entrada

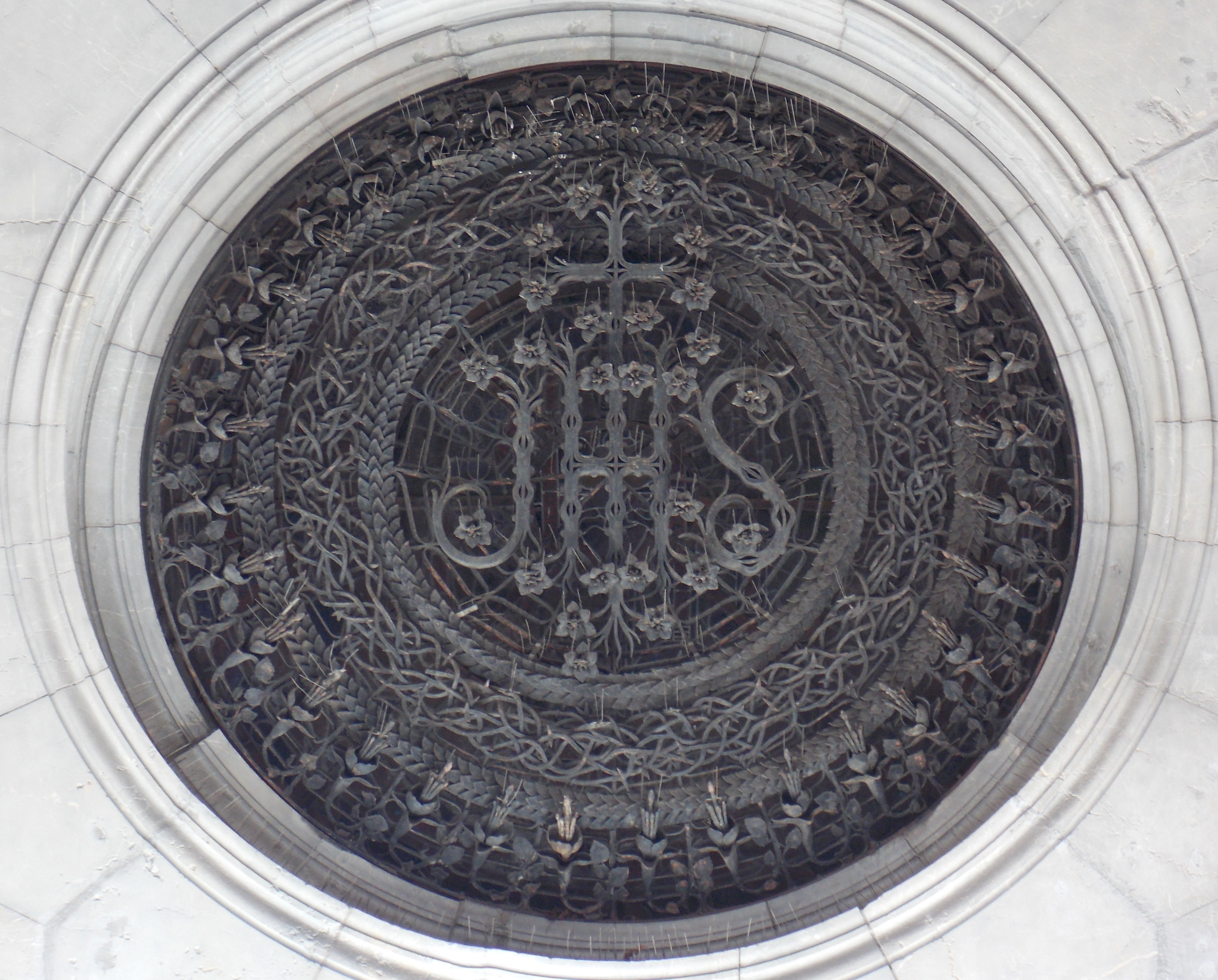
Reja del óculo del atrio de la Basílica del Sagrado Corazón de Jesús de Gijón. Las dovelas ligeramente desencajadas muestran agrietamientos sufridos por el templo a causa de los fallos de cimentación.

Es circular y desde el exterior resulta prácticamente invisible por lo tupido de la primorosa reja que cierra el ojo de buey. Desde el interior puede apreciarse que tiene en el centro un Corazón de Jesús superpuesto al cristograma IHS. Del centro emanan rayos de luz y la periferia está ocupada por motivos vegetales.

### Capilla mayor
La girola está formada por una serie de columnas dobles en piedra del Naranco y sobre ellas descansa la pared del ábside. Delante de esas columnas, dejando amplitud para la subida al ostensorio (ahora desaparecido tras las reformas litúrgicas posteriores al Concilio Vaticano II) está el retablo del altar mayor en piedra del Naranco pulimentada. El cuerpo superior descansa sobre seis columnas dobles de alabastro de Miranda de Ebro. En el retablo alternan estos materiales con mármol de Carrara, del que está pavimentado el presbiterio y hecha la mesa del altar, de una sola pieza.
En la parte superior del retablo se situaron cinco estatuas del escultor Lorenzo Coullaut Valera en cedro policromado, destruidas en el asalto de 1930, pero en una disposición tal que más que elemento de culto eran elemento decorativo. Después de 1937 fueron sustituidas por otras semejantes en la misma disposición. En el centro se colocaron estatuas de más de dos metros de altura del Sagrado Corazón de Jesús, el Corazón de María y San José. A los lados se colocaron estatuas de San Ignacio de Loyola y San Francisco Javier de dos metros de altura.
Actualmente el aspecto del retablo no es el primitivo. Aparte de la destrucción y reposición de imágenes, con la supresión del ostensorio las tres imágenes centrales fueron situadas en un nivel inferior al primitivo, en concreto la del Sagrado Corazón de Jesús donde antes estaba el ostensorio; además los jesuitas desmontaron y llevaron varias de las restantes imágenes cuando vendieron el templo por lo que hoy en día el retablo se perciben un tanto escaso de imágenes y estas descolocadas.
También ha cambiado el aspecto del presbiterio en el que durante muchos años el altar estuvo situado contra el retablo, de acuerdo con la costumbre de celebrar la misa dirigiéndose el sacerdote celebrante y los fieles hacia Cristo, mientras que ahora está situado al borde de los seis escalones de acceso al presbiterio, en una posición que dificulta ciertas ceremonias litúrgicas.
Otro elemento muy característico del templo es el sagrario del altar mayor, de tamaño y valor mucho mayores de lo habitual, uno de los mayores de España[cita requerida]. Mide, en sus partes más externas, un metro de ancho, un poco más de largo y 1,4 m de altura. Fue confeccionado en la casa Tiestos de Barcelona con una estructura de maderas olorosas, el interior revestido con una chapa de oro y el exterior de plata pura repujada con muchos adornos y figuras de ángeles. La plata y el oro procedieron de la donación de vajillas y joyas por parte de asturianos devotos de Jesús Sacramentado.

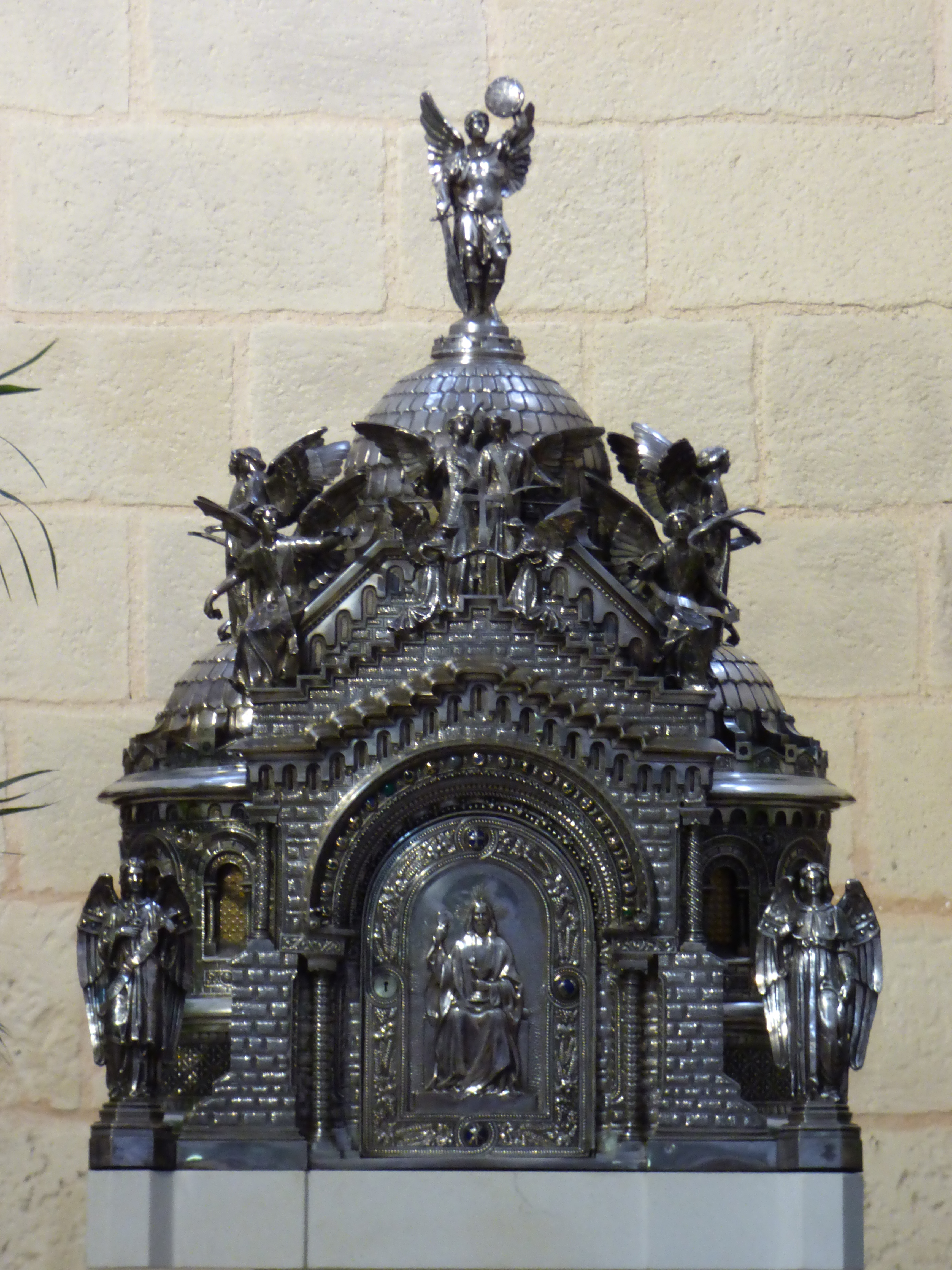
Sagrario de la Basílica cuando se hallaba instalado en el templo parroquial de la Merced de Burgos.

Tiene forma de basílica romana y reproduce en su frontal la parte baja de la fachada del propio templo. En conjunto es figura de la Iglesia católica con el Señor, bajo una forma próxima a la de Cristo en Majestad, representado en la puerta; una estatuilla del arcángel San Miguel sobre la cúpula central, como defensor de la Iglesia, con la inscripción «QVIS VT DEVS» en su escudo; otra del arcángel San Grabriel, como embajador celestial de los misterios que se refieren a la vida terrena del Señor, a la izquierda de la puerta con un banda que dice «AVE GRATIA PLENA»; y otra del arcángel San Rafael, como compañero de nuestra peregrinación, a la derecha y con la concha de peregrino. Hay otras doce estatuillas de ángeles de las que algunos portan bandas con diversas inscripciones, además hay una banda en blanco y uno que, seguramente, llevaba en sus manos una banda que se ha perdido; las que se conservan dicen «GLORIA IN EXCELSIS DEO», «NATUS EST VOBIS SALVATOR» y «HOMINIBUS BONAE VOLUNTATIS». Estas tres inscripciones están tomadas de la Vulgata (quia natus est vobis hodie Salvator … Gloria in altissimis Deo, et in terra pax hominibus bonæ voluntatis. Lc 2,11-14) y del himno litúrgico llamado doxología mayor que comienza: «Gloria in excelsis Deo et in terra pax hominibus bonæ voluntatis.» En el arco de encima de la puerta del sagrario, en letras doradas pegadas sobre imitaciones de piedras preciosas, y algo dañada, se halla la inscripción «ECCE EGO VOBISCUM SUM» (he aquí que yo estoy con vosotros Mt 28,20), tomada de las últimas palabras de Cristo en la Vulgata y que en el sagrario adquieren un doble sentido al hacer también referencia al dogma católico de la Presencia real en el mismo.
Dañado en el asalto de 1930, se salvó de la destrucción durante la persecución religiosa por haber sido enviado a reparar a un taller en el que estuvo más de ocho años. Cuando la Compañía de Jesús vendió el templo a la Archidiócesis de Oviedo llevó este sagrario y durante varios años lo utilizó en el templo parroquial que regenta en Burgos, el de La Merced. Los jesuitas lo cedieron a la Basílica y fue reinstalado en ella el 8 de abril de 2019.
De los púlpitos originales, situados a ambos lados del presbiterio junto a los accesos a la girola, se conservan sus pies de piedra del Naranco pulida. Escaleras, pretiles de bronce dorado, y tornavoces fueron destruidos y se sustituyeron por otros de madera tallada en el taller que Manuel Cajide Fernández estableció en 1942 en Santiago de Compostela, por lo que han de ser posteriores a esa fecha.

### Capilla del Cristo
La capilla del Cristo se halla en el cuarto tramo izquierdo de la nave, bajo el correspondiente arco formero, sin proyectarse hacia el exterior ni separación con el resto de la nave. En ella se halla un altar, mutilado tras las reformas litúrgicas posteriores al Concilio Vaticano II de forma que no es posible celebrar misa en él, presidido por la talla del Cristo de la Paz del escultor Miguel Blay.
Esta imagen de Cristo muerto en la cruz, tallada en madera oscura, es tenida por parte de la mejor imaginería del siglo XX[cita requerida]. Está firmada al pie de la cruz «ME FECIT MIGUEL BLAY». Fue instalada por primera vez en 1924, retirada para reparar tras el asalto e incendio de 1930, nuevamente instalada en 1938, retirada en 1998 por los jesuitas al vender el templo y vuelto a instalar, tras cederlo los jesuitas a la Basílica, el 8 de abril de 2019.
El retablo, de madera tallada y color a juego con el Cristo de la paz, procede del periodo de reconstrucción del templo, sin que se conozca la fecha precisa. Contiene motivos relativos a la Pasión del Señor, algunos ángeles, motivos vegetales y animales fantásticos.
En la parte de pared que no queda oculta por el retablo, en el centro, se halla representado el Padre. Presumiblemente el retablo está tapando el resto de una representación trinitaria, es la interpretación más probable de lo que puede verse y es habitual en estos casos.
Alrededor, siguiendo las columnas y arco que cierran el espacio de ese cuarto tramo, se halla la inscripción «ADORAMVS TE CHRISTE ET BENEDICIMVS TIBI QVIA PER SANCTAM CRVCEM TVAM REDEMISTI MVNDVM» (Te adoramos, Cristo, y te bendecimos porque por tu santa cruz redimiste al mundo), fórmula de uso habitual en el rezo del Viacrucis. Bajo esa inscripción, a la izquierda, hay un medallón con el cristograma JHC y la leyenda «PRO NOBIS MORTVVS EST» (murió por nosotros). A la derecha hay otro con el crismón y la leyenda «VINCIT REGNAT TRIVMPHAT» en clara correspondencia con las letras de bronce que hay al pie de la estatua del Sagrado Corazón que corona el templo: «CHRISTUS VINCIT REGNAT IMPERAT».

### Capilla de la Virgen
La capilla de la Virgen se halla en el cuarto tramo derecho de la nave, bajo el correspondiente arco formero, sin proyectarse hacia el exterior ni separación con el resto de la nave. En ella se halla un altar, mutilado tras las reformas litúrgicas posteriores al Concilio Vaticano II de forma que no es posible celebrar misa en él, presidido por la imagen de la Virgen de Covadonga. Fue una donación y se inauguró el 8 de septiembre de 1945[cita requerida], fiesta de esa advocación.
En el muro sobre el altar está pintada la Virgen con la simbología habitual en las inmaculadas: de pie, con el Sol como fondo, en actitud contemplativa, túnica blanca, manto azul, corona de doce estrellas, pisando la cabeza de la serpiente, la luna como pedestal, rodeada de ángeles. Esta representación contiene elementos de Ap 12,1 «una mujer vestida de sol, y la luna bajo sus pies y una corona de doce estrellas sobre su cabeza». En la actualidad el retablo del altar tapa la parte inferior de la pintura, pero una fotografía antigua evidencia que está pisando la cabeza de la serpiente y tiene la luna bajo sus pies.
Esta pintura contiene, o viene complementada, por diversos símbolos e inscripciones. A gran altura, sobre la cabeza, dos ángeles sostienen una corona, aludiendo al quinto de los misterios gloriosos del Rosario, y unas bandas que dicen «TV, GLORIA JERVSALEM» y «TV, LAETITIA ISRAEL». En los ángulos inferiores del cuadro otros dos ángeles sostienen bandas en las que se lee «AVE, GRATIA PLENA» y «BENEDICTA TV IN MVLIERIBVS», del rezo del Avemaría, y, a su vez, de Lc 1,28. Alrededor del lienzo de pared figura la inscripción «TOTA PVLCHRA ES, MARIA, ET MACVLA ORIGINALIS NON EST IN TE» (Toda hermosa eres, María, y el pecado original no se encuentra en ti) que procede de una oración del siglo IV y actualmente es una de las antífonas de las segundas vísperas de la Solemnidad de la Inmaculada Concepción; de esta misma antífona proceden las dos inscripciones mencionada antes: «TV, GLORIA JERVSALEM» y «TV, LAETITIA ISRAEL». En la parte baja de los laterales hay medallones, cuatro a cada lado, con figuras y rótulos relativos a las letanías lauretanas. En el lado izquierdo: «SPECVLVM JVSTITIAE», «SEDES SAPIENTIAE», «VAS SPIRITVALE» y «VAS HONORABILE». Al lado derecho: «TVRRIS DAVIDICA», «TVRRIS EBVRNEA» (en la que se han dejado testigos de la suciedad previa a la limpieza efectuada hacia el año 2004), «DOMVS AVREA» y «FOEDERIS ARCA».
La pintura, originalmente, contenía la imagen de la Virgen coronada de estrellas, rodeada del Sol, pisando la cabeza de la serpiente, con la Luna por pedestal, dos ángeles a la altura de sus rodillas y un fondo de nubes algodonosas. Parece haberse añadido todo lo demás en el periodo de reconstrucción tras la persecución religiosa, a la vez que se aumentó el número de pliegues de la túnica de la Virgen y los dos ángeles originarios perdieron parte de sus alas y sus caras se modificaron para que dejasen de mirar de frente al espectador. Examinados en detalle estos añadidos parecen obra de un pintor mediocre.
Esta pintura mural de la Virgen era, inicialmente, una representación inequívoca bajo la advocación de la Inmaculada Concepción, reforzada por la ya mencionada inscripción «TOTA PVLCHRA ES, MARIA, ET MACVLA ORIGINALIS NON EST IN TE». Con los añadidos antedichos también se puede interpretar que representa la Asunción, especialmente por los dos ángeles sosteniendo una corona.
Al haber sido destruidas todas las imágenes talladas cuando el templo se utilizó como cárcel en el periodo de 1936-1937, esta imagen fue objeto de gran devoción por parte de los prisioneros y de ahí el que se la haya denominado «Reina de los Mártires» y exista una lápida, en el lateral izquierdo, con esa denominación y la justificación histórica.

### Sacristía
La sacristía es amplia y en su época fue considerada suntuosa[cita requerida]. Tiene grandes cajoneras y armarios tallados en maderas finas, con amplios herrajes calados, al estilo de los arcones y bargueños medievales asturianos.
Estos muebles se conservan bien, salvo un crucifijo que coronaba el principal mueble que ha desaparecido; se salvaron de la destrucción de otros muchos elementos del templo durante la persecución religiosa, quizás por su carácter funcional cualquiera que fuese el uso del edificio, y se salvaron, nuevamente, de las propuestas de sustituirlos por muebles más modernos durante la restauración[cita requerida] del templo en el periodo 2006-2009.